# Straßenbahn Woltersdorf
| Moderus Gamma im Betriebsbahnhof |                      |                                                            |                                                            |
| Streckenkarte der Woltersdorfer Straßenbahn |                      |                                                            |                                                            |
| Streckenlänge: | 5,6 km               |                                                            |                                                            |
| Spurweite: | 1435 mm (Normalspur) |                                                            |                                                            |
| Stromsystem: | 600 Volt =           |                                                            |                                                            |
| Maximale Neigung: | 67 ‰                 |                                                            |                                                            |
| |                      |                                                            |                                                            |
| \| \| 0,00 \| Rahnsdorf, Bahnhof \| Rahnsdorf, Bahnhof \| \| \| \| Fichtenauer Weg (nach 1942 geschlossen) \| \| \| \| 1,95 \| Waldweiche (seit 1954) \| Waldweiche (seit 1954) \| \| \| 2,15 \| Landesgrenze Berlin / Brandenburg \| Landesgrenze Berlin / Brandenburg \| \| \| \| Birkengestell (nach 1942 geschlossen, früher: Birkenallee) \| \| \| \| 2,40 \| Goethestraße (nach 1942 eröffnet) \| Goethestraße (nach 1942 eröffnet) \| \| \| \| Feldweiche (bis 1954) \| \| \| \| 2,70 \| Eichendamm (seit 1954) \| Eichendamm (seit 1954) \| \| \| 2,95 \| Lerchenstraße \| Lerchenstraße \| \| \| 3,35 \| Berliner Platz (seit 2006) \| Berliner Platz (seit 2006) \| \| \| 3,65 \| Fasanenstraße \| Fasanenstraße \| \| \| 4,30 \| Thälmannplatz (früher: Lindenallee) \| Thälmannplatz (früher: Lindenallee) \| \| \| \| Betriebshof \| \| \| \| \| Kirche (nach 1942 geschlossen) \| \| \| \| 4,80 \| Blumenstraße \| Blumenstraße \| \| \| 5,10 \| Krankenhaus (früher: Kurhaus) \| Krankenhaus (früher: Kurhaus) \| \| \| 5,60 \| Woltersdorf, Schleuse (früher: Woltersdorfer Schleuse) \| Woltersdorf, Schleuse (früher: Woltersdorfer Schleuse) \| |                      |                                                            |                                                            |
| U-Bahn-Kopfbahnhof Streckenanfang | 0,00                 | Rahnsdorf, Bahnhof                                         | Rahnsdorf, Bahnhof                                         |
| ehemaliger U-Bahn-Haltepunkt / Haltestelle |                      | Fichtenauer Weg (nach 1942 geschlossen)                    | Fichtenauer Weg (nach 1942 geschlossen)                    |
| U-Bahn-Dienststation / Betriebs- oder Güterbahnhof | 1,95                 | Waldweiche (seit 1954)                                     | Waldweiche (seit 1954)                                     |
| U-Bahn-Grenze | 2,15                 | Landesgrenze Berlin / Brandenburg                          | Landesgrenze Berlin / Brandenburg                          |
| ehemaliger U-Bahn-Haltepunkt / Haltestelle |                      | Birkengestell (nach 1942 geschlossen, früher: Birkenallee) | Birkengestell (nach 1942 geschlossen, früher: Birkenallee) |
| U-Bahn-Haltepunkt / Haltestelle | 2,40                 | Goethestraße (nach 1942 eröffnet)                          | Goethestraße (nach 1942 eröffnet)                          |
| ehemaliger U-Bahn-Bahnhof |                      | Feldweiche (bis 1954)                                      | Feldweiche (bis 1954)                                      |
| U-Bahn-Haltepunkt / Haltestelle | 2,70                 | Eichendamm (seit 1954)                                     | Eichendamm (seit 1954)                                     |
| U-Bahn-Haltepunkt / Haltestelle | 2,95                 | Lerchenstraße                                              | Lerchenstraße                                              |
| U-Bahn-Bahnhof | 3,35                 | Berliner Platz (seit 2006)                                 | Berliner Platz (seit 2006)                                 |
| U-Bahn-Haltepunkt / Haltestelle | 3,65                 | Fasanenstraße                                              | Fasanenstraße                                              |
| U-Bahn-Bahnhof | 4,30                 | Thälmannplatz (früher: Lindenallee)                        | Thälmannplatz (früher: Lindenallee)                        |
| U-Bahn-Abzweig geradeaus, nach links und von links · U-Bahn-Betriebs-/Güterbahnhof Streckenende und quer |                      | Betriebshof                                                | Betriebshof                                                |
| ehemaliger U-Bahn-Haltepunkt / Haltestelle |                      | Kirche (nach 1942 geschlossen)                             | Kirche (nach 1942 geschlossen)                             |
| U-Bahn-Haltepunkt / Haltestelle | 4,80                 | Blumenstraße                                               | Blumenstraße                                               |
| U-Bahn-Haltepunkt / Haltestelle | 5,10                 | Krankenhaus (früher: Kurhaus)                              | Krankenhaus (früher: Kurhaus)                              |
| U-Bahn-Kopfbahnhof Streckenende | 5,60                 | Woltersdorf, Schleuse (früher: Woltersdorfer Schleuse)     | Woltersdorf, Schleuse (früher: Woltersdorfer Schleuse)     |

Die Straßenbahn Woltersdorf ist eine normalspurige Überlandstraßenbahn. Sie verkehrt am östlichen Stadtrand von Berlin und verbindet den Bahnhof Berlin-Rahnsdorf mit der im Landkreis Oder-Spree gelegenen brandenburgischen Gemeinde Woltersdorf. Woltersdorf ist die kleinste deutsche Kommune mit eigener Straßenbahn. 
Mit seiner seit der Eröffnung im Mai 1913 trotz diverser Ausbaupläne an beiden Enden unverändert gebliebenen Streckenlänge von nur 5,6 Kilometern zählt das Unternehmen zu den kleinsten Straßenbahnbetrieben Deutschlands. Darüber hinaus war es einer der letzten Betriebe, die den in der DDR gefertigten Gothawagen einsetzte. Eigentümer und Betreiber ist seit 1991 die Woltersdorfer Straßenbahn GmbH, abgekürzt WS, die je zur Hälfte der Gemeinde Woltersdorf sowie dem Landkreis Oder-Spree gehört. Zum 1. Januar 2020 übernahm die Schöneicher-Rüdersdorfer Straßenbahn GmbH (SRS) die Betriebsführung für 22½ Jahre.
Aufgrund des landschaftlich reizvollen Streckenverlaufs durch den Berliner Forst Köpenick und die Gemeinde Woltersdorf bis zum Rand der Rüdersdorfer Heide spielt die Straßenbahn auch im Ausflugsverkehr der Berliner eine wichtige Rolle. Hauptsächlich dient sie jedoch als Zubringer von Woltersdorf zum Bahnhof Berlin-Rahnsdorf der Berliner S-Bahn.

## Geschichte

### Planung und Bau
Gegen Ende des 19. Jahrhunderts setzte in Woltersdorf und den angrenzenden Landgemeinden und Gutsbezirken eine verstärkte Siedlungstätigkeit ein, vor allem durch den Zuzug von Berlinern. Als erste Verkehrsverbindung im Ort diente ab 1876 eine Dampfschiffverbindung von Kalkberge über Woltersdorf nach Erkner, die später an der Woltersdorfer Schleuse getrennt wurde. 1882 richtete ein Kalkberger Fuhrunternehmer eine Pferdeomnibuslinie auf der gleichen Relation ein, die im Gegensatz zum Schiff ganzjährig betrieben werden konnte. Kurz darauf folgte eine zweite Linie zwischen Woltersdorf und dem Bahnhof Erkner, an der sich die Gemeinde finanziell beteiligte. 1896 legte die Gemeinde zusätzlich einen Fußweg vom Dorfkern zum Bahnhof Neu-Rahnsdorf (heute im Ortsteil Berlin-Wilhelmshagen) an.
Überlegungen für eine Schienenverbindung nach Woltersdorf um 1898/99 sahen eine Kleinbahn von Erkner über Woltersdorf und Kalkberge nach Herzfelde vor. Das Vorhaben mündete kurz darauf in Plänen für eine schmalspurige elektrische Straßenbahn von Erkner nach Kalkberge. Neben der Straßenbahn sollten die betroffenen Gemeinden auch an das Stromnetz angeschlossen werden, wofür in Erkner der Bau eines Kraftwerks vorgesehen war. Innerhalb von Woltersdorf sollte diese Strecke durch die heutige E.-u.-J.-Rosenberg-Straße und die Rüdersdorfer Straße verlaufen. Das Projekt scheiterte, da sich die Gemeinde Erkner für den Bau einer Gasanstalt entschied und es zu Streitigkeiten zwischen der Gemeinde Woltersdorf und der planenden Elektrizitätsgesellschaft Wandruszka & Co. kam.
Ebenfalls 1898 stellte die Gemeinde Woltersdorf einen Bebauungsplan für die Gebiete westlich des Dorfkerns auf. 1903 gründete der Lebensreformer Bruno Wilhelmi auf diesen Flächen die Villenkolonie Schönblick. Durch den Zuzug von Berlinern entstand ein größeres Verkehrsbedürfnis in Richtung Berlin. Der Grundbesitzerverein von Schönblick regte daher 1905 den Bau einer Straßenbahn vom Bahnhof Rahnsdorf über Schönblick nach Woltersdorf an. Der Kaufmann Siebe legte der Gemeinde einen Vertragsentwurf vor, dem diese auch zustimmte. Nach anfänglichen Schwierigkeiten wurde am 24. Mai 1909 die Elektrische Straßenbahn Rahnsdorf–Woltersdorf GmbH gegründet. Am 29. Juli 1909 beschloss die Gemeindeverwaltung, den Bahnbau zu unterstützen. Die Gesellschaft beantragte daraufhin am 2. April 1910 den Bau der Bahn bei der zuständigen Aufsichtsbehörde. Die Ausführung scheiterte, da Siebe kurz darauf in Konkurs geriet und kein passender Ersatz für ihn zu finden war. Die Gesellschaft löste sich daher am 7. August 1911 wieder auf.
Da sich Woltersdorf mit 50.000 Mark an dem Vorhaben beteiligen wollte, regte der Schönblicker Kaufmann Heinrich Polte im Juli 1911 erneut den Bahnbau an. Er warb dafür, dass die Gemeinde Bau und Betrieb der Straßenbahn selbst übernehmen sollte; das nötige Kapital sollte durch Zeichnung von Zinsgarantien zusammenkommen. Am 27. September 1911 beschloss die Gemeindevertretung mit 9 gegen 5 Stimmen den Bau der Bahn. Dafür stimmten Bartholdy, Friedrich, Gumpert, Lorenz, Laake, Piper, Starcke, Wolffram und Zimmermann, dagegen Grabley, Hintze, Knoch, Holldorf und Ludewig. Über die Zeichnung von Verpflichtungsscheinen schuf die Gemeinde ein Baukapital von 250.000 Mark für zehn Jahre. Der Rentier Gustav Janke hatte mit 60.000 Mark den größten Anteil am Zustandekommen dieser Summe. Er beanspruchte daher die Zustellung der Jahresbilanzen, die Übersendung fortlaufender Berichte der Gemeinde sowie einen Sitz und eine Stimme in der Straßenbahn-Baukommission. Zudem musste sich die Gemeinde verpflichten, der Orenstein & Koppel – Arthur Koppel AG den Vorzug zur Errichtung geben. Um die Finanzierung zu vereinfachen, sollten sich die benachbarten Kolonien Fichtenau und Grätzwalde sowie die Gemeinde Klein-Schönebeck (heute alle Ortsteile von Schöneiche bei Berlin) am Bahnbau beteiligen. Diese wiederum verlangten im Gegenzug, dass die Bahn über ihr Gebiet führen sollte.
Somit standen drei verschiedene Streckenführungen zur Debatte:
- Die südliche Variante führte vom Bahnhof geradlinig zur Fichtenauer Straße (heute Berliner Straße) in Schönblick, weiter über diese und die Hauptstraße und Schleusenstraße zur Schleuse. Sie erreichte nach 2,1 Kilometern Woltersdorfer Gemeindegebiet und war mit 5,6 Kilometern die kürzeste Variante.
- Die nördliche Variante führte vom Bahnhof zunächst nach Fichtenau und von dort weiter zum Südrand von Grätzwalde. Nach 3,8 Kilometern erreichte sie Woltersdorfer Gebiet und führte weiter entlang der Schönblicker Straße, An den Fuchsbergen und Vogelsdorfer Straße zur Hauptstraße und weiter wie die erste Linie. Ihre Länge betrug 7,2 Kilometer. Zusätzlich sollte diese Linie einen 2,4 Kilometer langen Abzweig von Fichtenau nach Klein-Schönebeck beinhalten.
- Als Kompromisslinie wurde eine mittlere Variante vorgeschlagen, die zunächst wie die südliche Variante von Rahnsdorf zum Ortsrand Schönblick lief und über die heutige Chamissostraße, Heinrich-Heine-Straße und Ebereschenallee auf die nördliche Linie traf. Ihre Länge betrug 6,1 Kilometer.

Der Gemeinde Kalkberge wurde ebenfalls eine finanzielle Mitbeteiligung angeboten. Sie entschied sich stattdessen für einen Anschluss an die Benzolbahn Friedrichshagen–Schöneiche.
Polte setzte sich vehement für die kürzeste Streckenführung ein und verwies darauf, dass eine Führung der Bahn über fremdes Gebiet zusätzliche Kosten zur Nutzung der Straßen mit sich brächte. Nachdem sich Janke für diese Strecke ausgesprochen hatte, folgten ihm die meisten Zeichner nach. Die Gemeinde beantragte daraufhin am 5. November 1911 die Zulassung der Straßenbahn bei der Kleinbahn-Aufsichtsbehörde. Nach dreimonatigen Verhandlungen sprach sich der preußische Minister für Öffentliche Arbeiten Paul von Breitenbach am 21. Februar 1912 für die Genehmigung aus. Der Regierungspräsident von Potsdam Rudolf von der Schulenburg erließ am 20. März 1912 die Genehmigungsurkunde für die Elektrische Straßenbahn vom Bahnhof Rahnsdorf nach Woltersdorf Schleuse; sie wurde am 29. März 1912 unter der Nummer 700 im Amtsblatt der Königlichen Regierung zu Potsdam und der Stadt Berlin veröffentlicht. Wenige Tage später nahm der Verband Groß-Berlin, in dessen Zuständigkeitsbereich auch die öffentlichen Verkehrsmittel außer den Staatsbahnen fielen, seine Arbeit auf.
Wie mit Janke vereinbart, erteilte die Gemeindevertretung nach dem Vergleich mit anderen Anbietern Orenstein & Koppel am 29. Juli 1912 die Erlaubnis zum Bahnbau. Probleme ergaben sich am östlichen Streckenende in der Haupt- und Schleusenstraße, wo die Topografie zwei Gefälleabschnitte mit 67 Promille Neigung erforderte. Das Gleis musste in diesen Abschnitten die Straßenseite wechseln, um die Neigung zu verringern. Die Aufsichtsbehörde forderte zusätzlich den Einbau von Magnetschienenbremsen in die Triebwagen. Am 6. Dezember 1912 legte die Vertretung erstmals Fahrpreise und Lage der Haltestellen fest, am 10. April 1913 konkretisierte sie die Daten und veröffentlichte den Fahrplan. Zudem stellte sie 1000 Mark für Reklame bereit. Weitere Beschlüsse bezüglich Wagenreklame, Haftpflichtversicherung der Wagen und des Programms der Eröffnungsfeier folgten am 2. Mai 1913. Am 17. Mai 1913 konnte die Straßenbahn vom Bahnhof Rahnsdorf nach Woltersdorf Schleuse mit vier Trieb- und sechs Beiwagen den regulären Betrieb aufnehmen.

### Anfänge bis 1945

Fahrplan der Woltersdorfer Straßenbahn, gültig ab 1. Mai 1916

Durch den Ausbruch des Ersten Weltkrieges im Sommer 1914 traten die ersten Probleme im Betrieb auf. Die Verkehrszahlen gingen drastisch zurück, zudem wurde ein Großteil des Personals eingezogen. Wie in anderen Betrieben übernahmen Frauen, meist Angehörige der betroffenen Mitarbeiter, die Arbeit als Schaffner. Da infolge des Fahrgastrückgangs nicht alle Wagen benötigt wurden, ordnete die preußische Militärverwaltung an, leihweise zwei Beiwagen an die Spandauer Straßenbahn zu übergeben. Sie waren dort ab Januar 1917 gegen eine monatliche Miete von je 100 Mark im Einsatz und kamen bei Kriegsende nach Woltersdorf zurück.
In der Folgezeit stiegen die Fahrgastzahlen stark an, aufgrund der gleichzeitig voranschreitenden Inflation gingen die Einnahmen dagegen zurück. Bereits im Mai 1916 gab es die erste Preiserhöhung für den Einzelfahrschein. Beginnend mit den 1920er Jahren kam es in immer kürzeren Abständen zu weiteren Fahrpreisanpassungen. Gleichzeitig war der Betrieb nicht in der Lage, anfallende Reparaturen durchzuführen und das Personal angemessen zu entlohnen. Zwischen dem 8. November 1923 und dem 31. März 1924 entließ man daher einen Teil des Personals und fuhr im Einmannbetrieb. Eine gänzliche Einstellung des Betriebs konnte dagegen verhindert werden.
Nach 1923 verzeichnete die Straßenbahn wieder mehr Fahrgäste, was unter anderem darauf zurückzuführen war, dass die Gemeinde erwerbslosen Facharbeitern freie Fahrt zu ihren Facharbeitsnachweisen in Berlin bewilligte. Die Haltestellen Blumenstraße, Lerchenstraße und Lindenallee (heute Thälmannplatz) erhielten 1925 feste Wartehallen. Im gleichen Jahr wurde ein Gleisbogen vom Betriebshof in Richtung Rahnsdorf eingebaut. Neben dem Wegfall von Sägefahrten bestand damit die Möglichkeit, die Wagen zu drehen, um eine ungleichmäßige Abnutzung der Radsätze zu vermeiden. Im folgenden Winter beschaffte der Betrieb einen fünften Triebwagen. 1927 wurden die offenen Plattformen der Beiwagen geschlossen. Am 4. Juli 1926 musste die Bahn den Betrieb vorübergehend unterbrechen; ein Unwetter hatte zu Überschwemmungen im Ort geführt und Straßen sowie Gleisanlagen unpassierbar gemacht. In den 1920er Jahren diente die Bahn darüber hinaus der Postsackbeförderung.
Am 19. April 1929 erhielt der Betrieb die Genehmigung für die Vorarbeiten zur Verlängerung der Strecke über Erkner, Fangschleuse und Grünheide nach Alt Buchhorst. Wegen der fehlenden finanziellen Mittel sowie eines komplizierten Brückenbaus über den Flakenkanal kam es nicht zur Umsetzung. Im gleichen Jahr nahm die Berliner Verkehrs-Gesellschaft (BVG) die Straßenbahnstrecke vom Bahnhof Friedrichshagen nach Rahnsdorf/Waldschänke in Betrieb. Die Gleisnetze beider Betriebe waren damit nur knapp einen Kilometer voneinander getrennt. Bereits 1919 sollen Pläne aufgekommen sein, die eine Verlängerung der Bahn über Rahnsdorf hinaus zum Strandbad Müggelsee vorsahen. Die Existenz dieses Vorhabens wird seitens des Betreibers allerdings angezweifelt.
Während des Zweiten Weltkrieges verzeichnete die Woltersdorfer Straßenbahn die höchsten Fahrgastzahlen ihrer Geschichte. 1944 beförderte sie 2,9 Millionen Personen, darunter viele Berliner, die in der Umgebung Schutz vor den Bombenangriffen suchten. Zur Leistungssteigerung erhielt die Bahn daher im gleichen Jahr den zuvor bei der BVG eingesetzten Prototyp des Kriegsstraßenbahnwagens (KSW). Im April 1945 kam der Verkehr kriegsbedingt zum Erliegen.

### Nachkriegszeit und DDR
Nach vorläufigen Instandsetzungen an den Stromversorgungsanlagen und der Oberleitung sowie nach Bergung der auf der Waldstrecke abgestellten Wagen konnten im Juli 1945 die ersten Wagen wieder fahren. Ein Teil des Wagenparks war durch eine in der Nähe des Straßenbahnhofes detonierte Luftmine zwar beschädigt worden, dennoch musste kein Wagen ausgemustert werden.

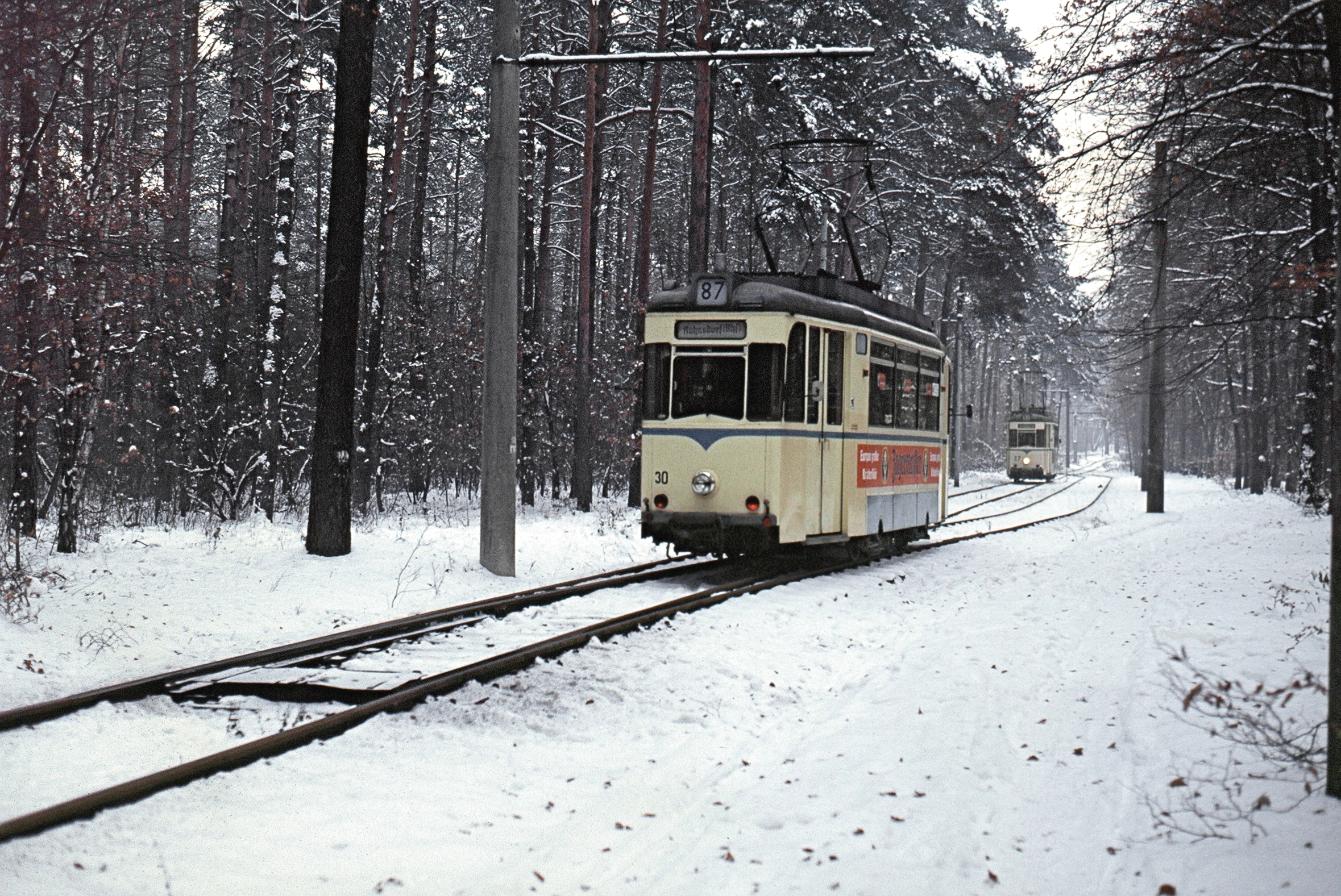
Die 1954 angelegte Waldweiche diente bis in die 1970er Jahre auch als Grenzkontrollpunkt, 1993

Für den Übergang zwischen der unter dem Viermächtestatus stehenden Stadt Berlin und der Sowjetischen Besatzungszone bzw. der Deutschen Demokratischen Republik wurden ab 1949 Grenzkontrollen am S-Bahnhof Rahnsdorf durchgeführt. Ab dem 6. April 1953 erfolgten diese an der Feldweiche in Schönblick und ab Mitte 1954 an der eigens errichteten Waldweiche unweit der Stadtgrenze, wo ein Kontrollhäuschen für die Grenzkontrolleure entstand. Die Grenzkontrollen wurden nach dem Bau der Berliner Mauer vereinzelt noch bis in die 1970er Jahre durchgeführt.
Ebenfalls 1949 wurden die bis dahin von der Gemeinde gemeinsam verwalteten Betriebe Straßenbahn und Elektrizitätswerk organisatorisch getrennt. Betreiber war nun der VE Kreis-Verkehrs- und Transportbetrieb. 1952 wurde die Bahn in einen gemeindeverwalteten Volkseigenen Betrieb überführt, den VEB (G) Verkehrsbetrieb Woltersdorf. 1956 übernahm der Kreis Fürstenwalde die Betriebsleitung. Am 1. Juni 1963 wurde die Bahn mit der Schöneicher Straßenbahn zum VEB (K) Verkehrsbetrieb Schöneiche-Woltersdorf (VSW) zusammengeführt. Obwohl beide Bahnen räumlich und betrieblich voneinander getrennt waren, konnten durch die Zusammenlegung der Verwaltungsaufwand reduziert und Werkstattkapazitäten besser genutzt werden.

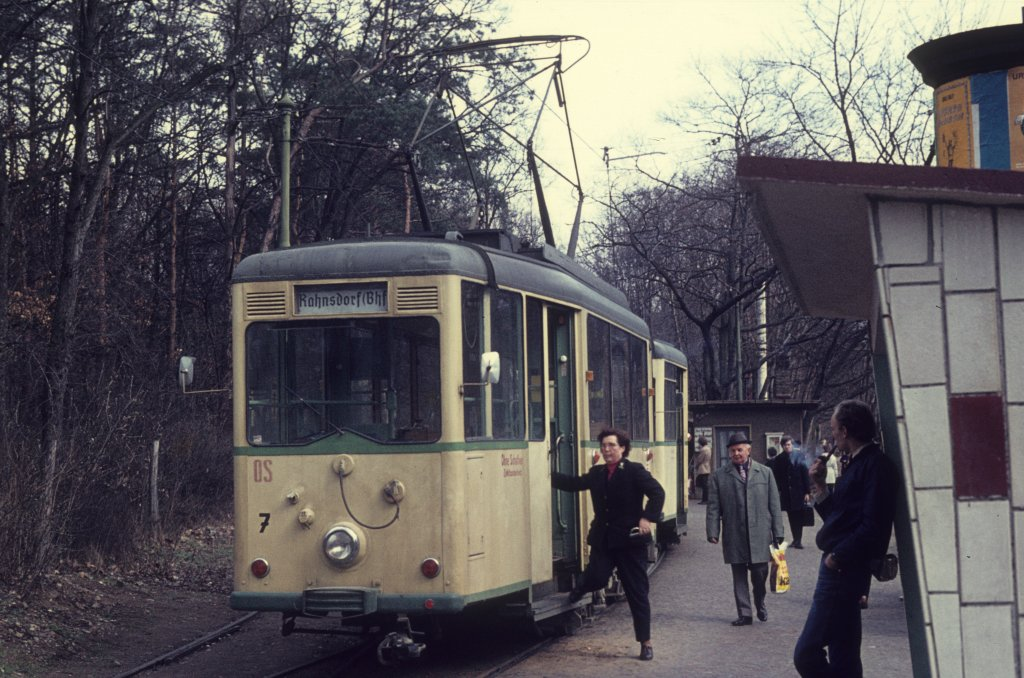
Triebwagen 7 beim Umsetzen in Rahnsdorf, 1972

1969 wurde der VSW dem VEB Kraftverkehr und Spedition Fürstenwalde als Betriebsteil Schienenverkehr angegliedert. Im darauf folgenden Jahr wurde dieser wiederum im Zuge der Kombinatsbildung mit den übrigen Transportbetrieben im Bezirk Frankfurt zusammengefasst. Die offizielle Bezeichnung des Straßenbahnbetriebs war danach VEB Kombinat Kraftverkehr Frankfurt/Oder, VEB Kraftverkehr Fürstenwalde, Zweigbetrieb Schienenverkehr, Betriebsstelle Woltersdorf. Dem Zweigbetrieb Schienenverkehr gehörten neben der Woltersdorfer Straßenbahn die erwähnte Schöneicher Straßenbahn sowie die Strausberger Eisenbahn an.
In der Folge erhielt der Betrieb weniger Mittel zur Instandhaltung seiner Anlagen. Vor allem aber konnten die Löhne mit dem Niveau der örtlichen Industrie nicht mithalten, so dass ein Großteil des Personals abwanderte. Der Personalmangel führte daher am 7. Oktober 1969 zur Einführung des schaffnerlosen Betriebs (OS-Betrieb) und zum Einbau von Zahlboxen in den Wagen. Da diese das Schwarzfahren leicht machten, führte die Bahn am 6. April 1976 Lochentwerter in den Fahrzeugen ein. Als Fahrkarten dienten Sammelkarten der Dresdner und Berliner Verkehrsbetriebe.
1977 trafen die ersten (gebrauchten) Gothawagen aus Schwerin ein, die bis Ende der 1980er Jahre durch weitere Fahrzeuge unter anderem aus Dessau und Dresden ergänzt wurden. Die Fahrzeuge waren bis zum 1. März 2025 im Einsatz. Parallel dazu begann die Aufarbeitung der ersten historischen Wagen.
Am 6. Juni 1980 wurde die Haltestelle Blumenstraße, die sich zuvor in einer Kurve befunden hatte, versetzt. Dadurch konnte auf Schaffner in den Beiwagen verzichtet werden, da die Triebwagenführer den Fahrgastwechsel im Rückspiegel beobachten konnten. Im Folgejahr wurde am Bahnhof Rahnsdorf ein Pausenhäuschen für die Mitarbeiter errichtet.

### 1990 bis heute

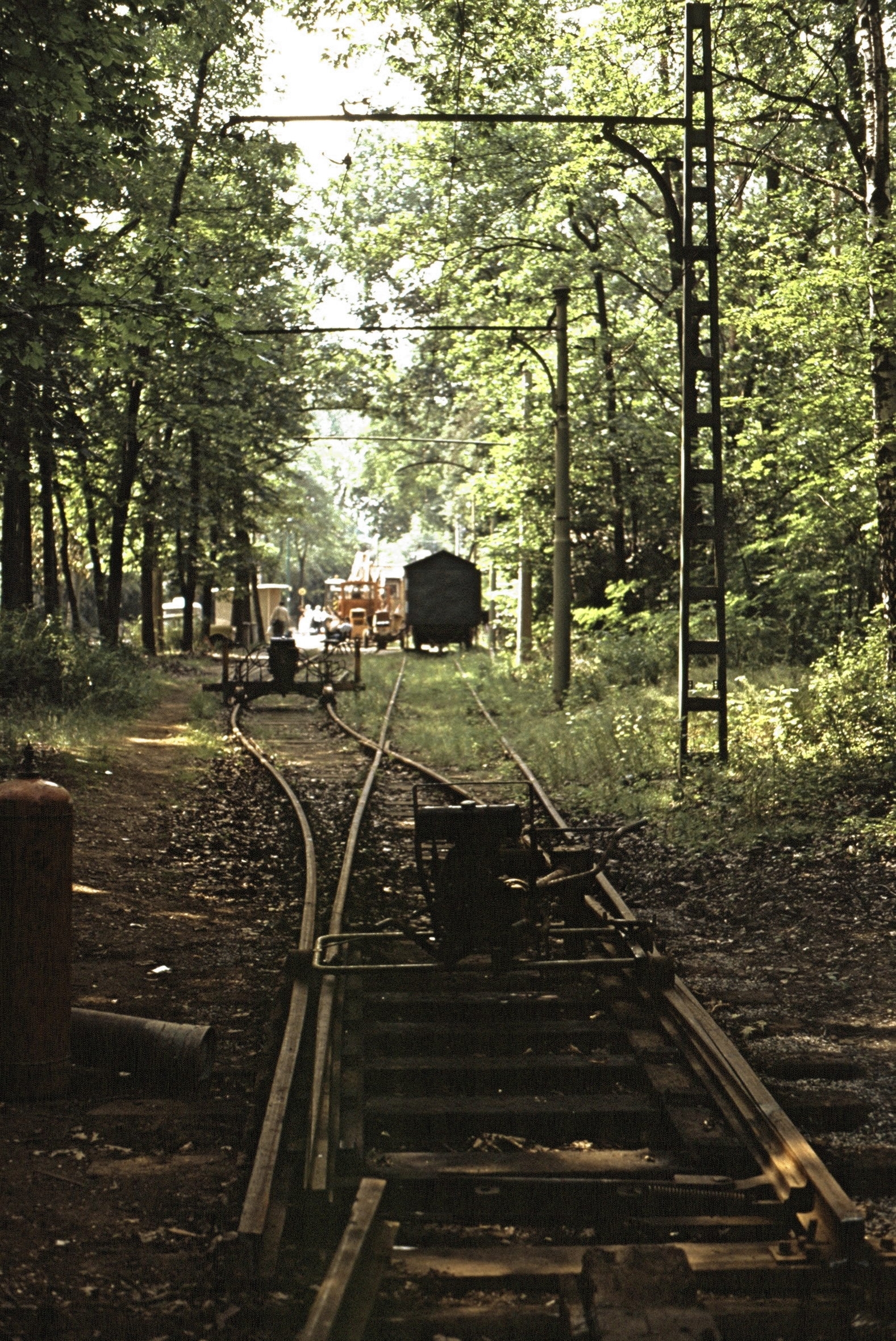
Sanierung der Waldstrecke bei Rahnsdorf, 1990

Mit der Wende kamen der Kombinatsbetrieb sowie die daran angeschlossenen Betriebe unter die Verwaltung der Treuhandanstalt. Diese überführte die Betriebsstelle Woltersdorf am 1. Januar 1991 in die Woltersdorfer Straßenbahn GmbH. Mit der am gleichen Tag aus der Betriebsstelle Schöneiche entstandenen Schöneicher-Rüdersdorfer Straßenbahn GmbH bestand eine gemeinsame Verwaltung mit Sitz in Schöneiche bei Berlin. Gesellschafter beider Bahnen war die Kraftverkehr Fürstenwalde/Spree GmbH, die wiederum der Märkischen Transport- und Instandhaltungsgesellschaft mbH (MTI) unterstand. Die Treuhandanstalt beabsichtigte eine möglichst schnelle Überführung der Unternehmen, die allesamt Nachfolgeunternehmen des Verkehrskombinats darstellten, in kommunale Trägerschaft. Bis dahin sah sie die jeweiligen Gebietskörperschaften in der Pflicht, den Nahverkehr aufrechtzuerhalten. Diese wiederum verwiesen darauf, dass die Treuhand als Eigner der Betriebe für deren Finanzierung aufzukommen habe. Da der Landkreis Fürstenwalde selbst keine Mittel für den Nahverkehr bereitstellen konnte, drohte zum 1. Februar 1991 die Einstellung des gesamten öffentlichen Nahverkehrs im Kreisgebiet, so auch der Straßenbahn in Woltersdorf.

Logo der Woltersdorfer Straßenbahn GmbH

Die Treuhandanstalt sagte zunächst vorläufig die Weiterfinanzierung der Verkehrsbetriebe zu, sodass der Einstellungstermin auf den 8. Februar 1991 verschoben wurde. Da bis dahin keine Einigung zwischen der Treuhand und dem Land Brandenburg erzielt werden konnte, stellte der Busverkehr im Kreis an diesem Tag seinen Betrieb ein. Den Straßenbahnen von Schöneiche und Woltersdorf wurde dagegen eine Gnadenfrist gewährt. Die Treuhand erklärte sich daraufhin zur Ausgleichszahlung auf Kreditbasis mit Frist bis zum 18. März 1991 bereit. Seitdem erhält die Straßenbahn halbjährlich Betriebsbeihilfen vom Land.
Am 2. Juni 1991 erhielt die Linie im Zuge einer einheitlichen Liniennummernvergabe für die Straßenbahnen von Berlin, Woltersdorf, Schöneiche, Strausberg und Potsdam die Nummer 87. Seit dem Vorjahr war die Bahn Mitglied in der Verkehrsgemeinschaft Berlin-Brandenburg, wodurch unter anderem die Gültigkeit von Berliner Zeitkarten auf Woltersdorf und andere Gebiete ausgedehnt wurde.
Ebenfalls ab 1990 konnte der erste 2,1 Kilometer lange Streckenabschnitt zwischen Rahnsdorf und der Berliner Stadtgrenze saniert werden. Weitere 1½ Kilometer in Schönblick sowie in Höhe der Blumenstraße folgten 1991, ihre Bezahlung erfolgte teilweise mit Mitteln aus dem Gemeindeverkehrsfinanzierungsgesetz. 1992 wurden der Abschnitt in der Schleusenstraße erneuert und die Straßenbahn mit einer Funkanlage ausgerüstet.
Am 30. Juni 1993 übertrug die Treuhandanstalt die Woltersdorfer Straßenbahn rückwirkend zum 1. Januar 1992 an den Landkreis Fürstenwalde und die Gemeinde Woltersdorf, die jeweils die Hälfte der Anteile erhielten. Nach der Kreisgebietsreform vom 5. Dezember 1993 übernahm der neu entstandene Landkreis Oder-Spree die Anteile des ehemaligen Landkreises Fürstenwalde.

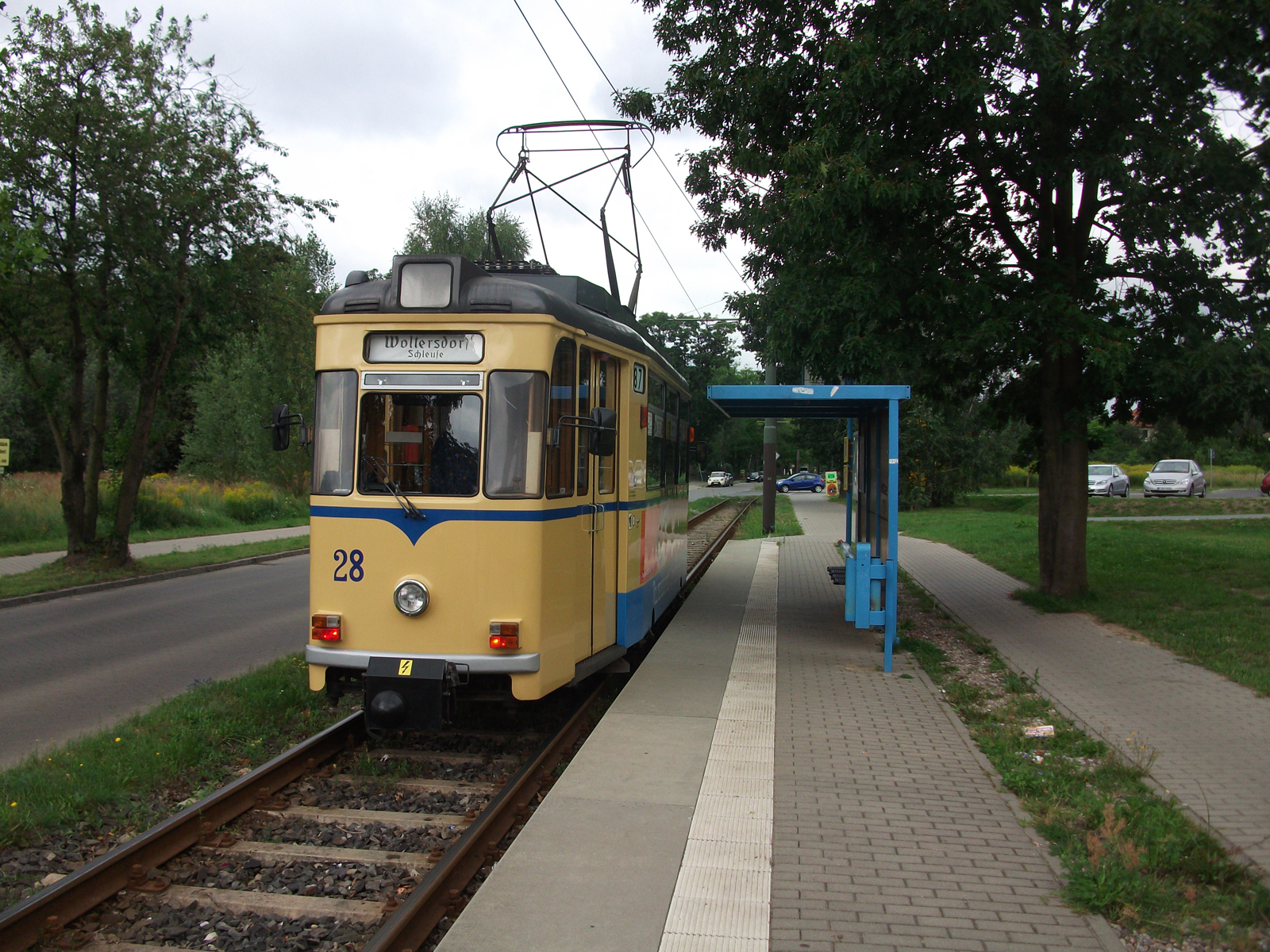
Triebwagen 28^{II} am Berliner Platz, 2012

Ab 1995 begann die Woltersdorfer Straßenbahn, die Fahrleitungsanlagen schrittweise zu sanieren und die Haltestellen von Grund auf zu erneuern. Parallel dazu wurden die Triebwagen beim Mittenwalder Gerätebau (MGB) hauptuntersucht und modernisiert. Seit dem 26. März 1998 besteht ein Kooperationsabkommen mit dem Verkehrsverbund Berlin-Brandenburg (VBB). Zum 1. Januar 2004 wurde der Geschäftsbesorgungsvertrag mit der SRS aufgekündigt und in der Folge eine eigene Verwaltung aufgebaut.
Ab Dezember 2005 begannen die Vorbereitungen zur Errichtung einer Ausweiche am Berliner Platz, gelegen zwischen den Haltestellen Lerchenstraße und Fasanenstraße, wo zu dieser Zeit ein Neubaugebiet entstand. Nach einem halben Jahr Bauzeit konnte die Ausweiche am 15. Mai 2006 in Betrieb gehen. Die Haltestelle wird seit dem 23. Juni 2006 bedient. Damit endete gleichzeitig der planmäßige Einsatz von Beiwagen. Stattdessen verkehrt seitdem in der Hauptverkehrszeit ein zusätzlicher Solo-Triebwagen zwischen S-Bahnhof Rahnsdorf und Berliner Platz, der den Wagenabstand von 20 Minuten auf zehn Minuten verringert.
Im Jahr 2012 beschäftigte das Unternehmen 20 Mitarbeiter. Jährlich werden etwa 630.000 Personen befördert.

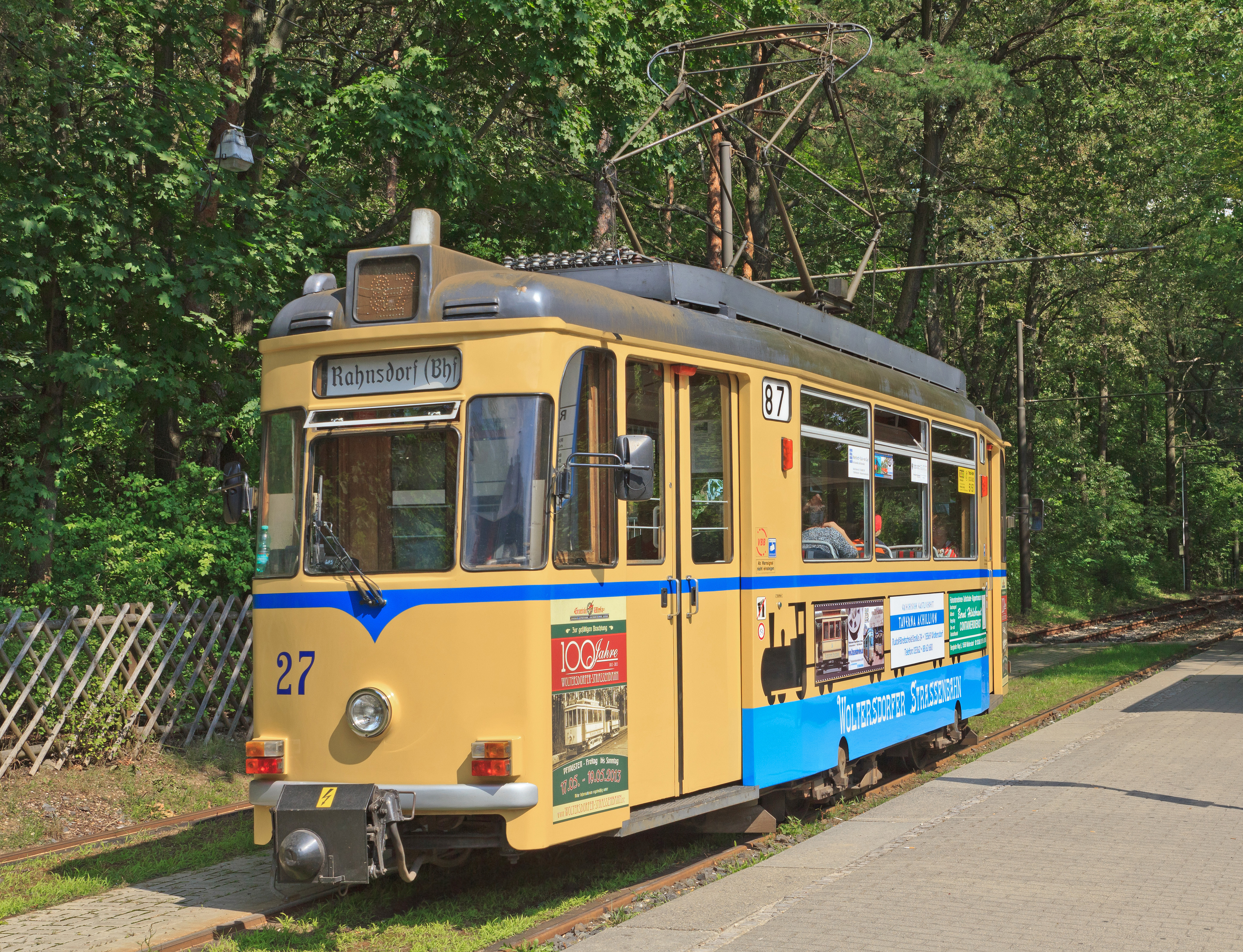
Straßenbahnwagen am S-Bahnhof Rahnsdorf, 2013

Seit einigen Jahren werden die Wagen in der Weihnachtszeit innen mit Weihnachtsschmuck sowie einem Lautsprecher an jedem Ende, der zur Beschallung mit Weihnachtsmusik dient, versehen. Außen wird eine LED-Lichterkette angebracht.
Zum 1. Januar 2020 übernahm die SRS die Betriebsführung der Straßenbahn für 22½ Jahre. Der Landkreis Oder-Spree entschied dies nach einem Verhandlungsverfahren mit Aufruf zum Wettbewerb, bei dem die SRS der einzige Teilnehmer war. Die Betriebsanlagen und Fahrzeuge bleiben im Eigentum der WS und sind im Wege eines Nutzungsvertrages zu übernehmen und instandzuhalten.

## Infrastruktur

### Streckenverlauf

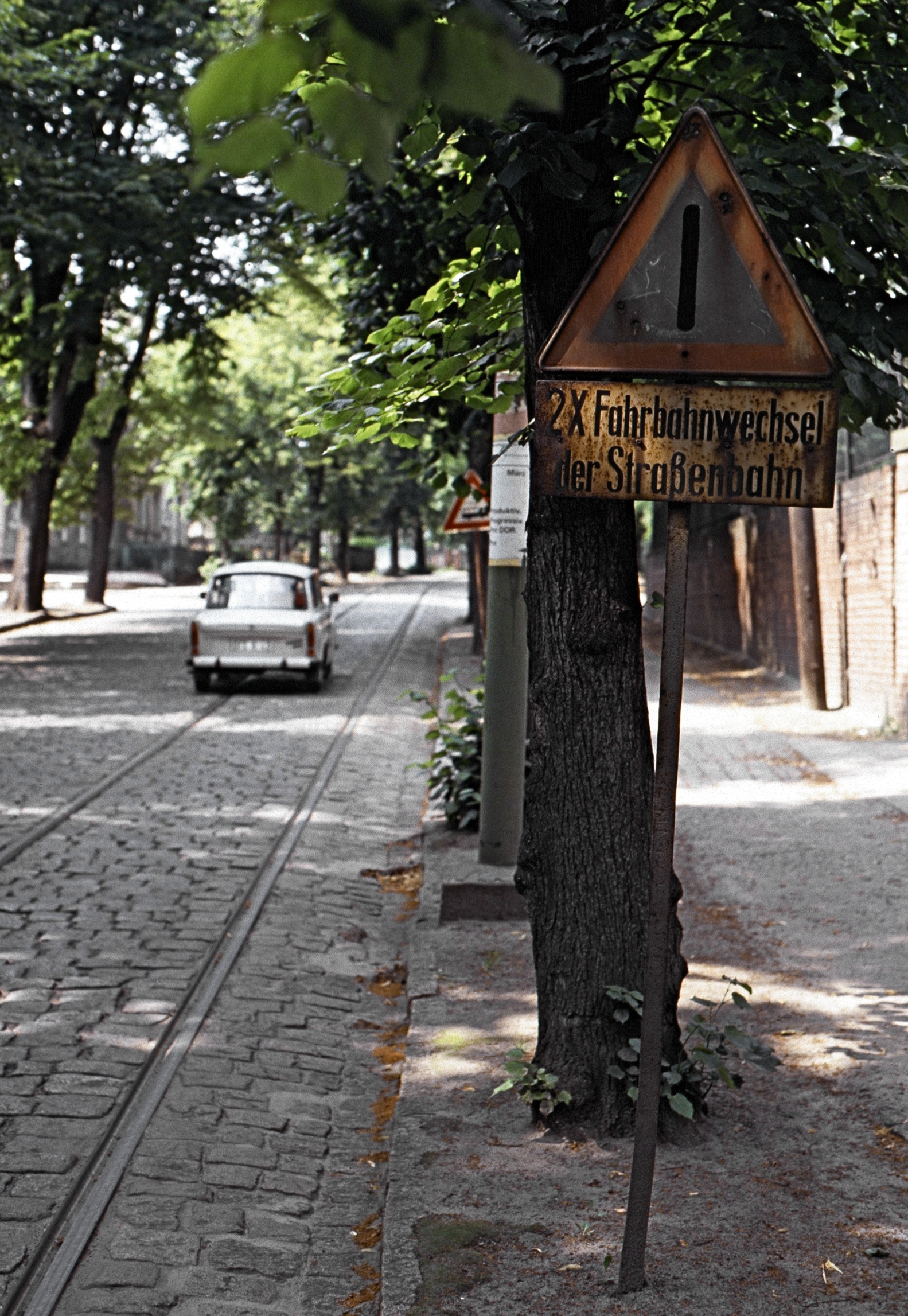
In der Schleusenstraße warnte ein Schild vor dem zweimaligen Seitenwechsel des Gleises, 1990

Die Strecke beginnt am S-Bahnhof Rahnsdorf an der Niederschlesisch-Märkischen Bahn, etwa einen Kilometer Luftlinie von der Endhaltestelle Rahnsdorf/Waldschänke der Berliner Straßenbahn entfernt. Die Kuppelendstelle der Woltersdorfer Straßenbahn liegt nördlich der Straße nach Fichtenau. Die Strecke überquert zunächst das Fredersdorfer Mühlenfließ sowie die genannte Straße und führt dann in ostnordöstlicher Richtung etwa zwei Kilometer geradlinig durch den Forst Köpenick. Am Rande des Waldgebiets überquert die Bahn die Grenze zu Woltersdorf.
Das Gleis führt weiter entlang der Berliner Straße durch den Ortsteil Schönblick. Die ersten 1,3 Kilometer bis zur Haltestelle Berliner Platz verläuft die Bahn auf einem besonderen Bahnkörper mit Vignolschienen nördlich der Fahrbahn, anschließend straßenbündig auf Rillenschienen in Seitenlage. In Höhe der Haltestelle Eichendamm biegt die Berliner Straße in südöstliche Richtung ab.
Am Thälmannplatz befinden sich ein Gleisdreieck zum Wenden der Fahrzeuge sowie daran angeschlossen der Abzweig zum Betriebshof in der Vogelsdorfer Straße. Vom Thälmannplatz aus führt die Strecke weiter durch die Rudolf-Breitscheid-Straße (ehemals Hauptstraße). An der Haltestelle Blumenstraße biegt die Bahn in die Schleusenstraße ein und wechselt dabei bis zur nachfolgenden Haltestelle Krankenhaus die Fahrbahnseite. Die Endhaltestelle liegt in unmittelbarer Nähe der Woltersdorfer Schleuse. Der Abschnitt zwischen Thälmannplatz und Schleuse weist zwei Gefällestrecken mit bis zu 67 Promille Neigung auf. Das Gleis wechselt in diesem Abschnitt die Straßenseite, um die Steigungsstrecke zu verlängern.
Die gesamte Strecke ist eingleisig angelegt und verfügt über fünf Ausweichen. Neben den zwei Kuppelendstellen befinden sich diese am Thälmannplatz, am Berliner Platz sowie vor der Woltersdorfer Grenze im Köpenicker Forst. Die Waldweiche dient nur als Betriebsausweiche und nicht als Haltestelle. Insgesamt liegen an der Strecke zehn Haltestellen, die allesamt über Wartehallen verfügen.

### Betriebshof

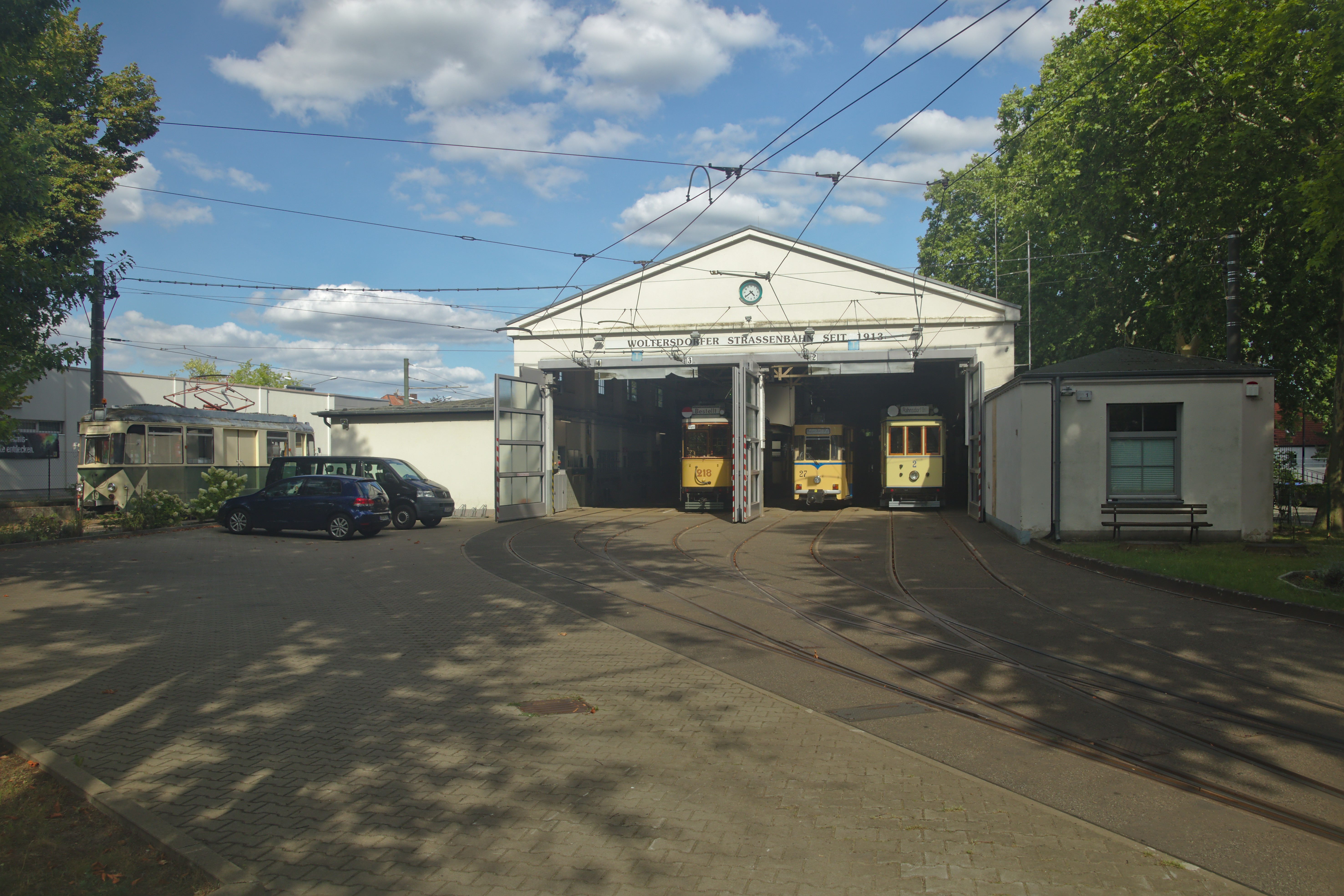
Betriebshof in der Vogelsdorfer Straße, 2018

Der Betriebshof der Woltersdorfer Straßenbahn befindet sich unweit der Haltestelle Thälmannplatz in der Vogelsdorfer Straße. Er umfasst eine vierständige Wagenhalle, Werkstätten sowie Dusch- und Umkleideräume. Links der Halle befindet sich eine Freifläche zum Abstellen der Wagen.
Der Hof bestand seit der Betriebsaufnahme 1913 und wurde 1915 eingezäunt. Ab 1926 führten die Mitarbeiter Holz- und Lackierarbeiten selbst durch, eine eigene Werkstatt bestand seit 1950. Anfallende Radsatz- und Schmiedearbeiten wurden zuvor in der Wagenhalle durchgeführt, da diese genügend Platz bot. Die Werkstatt umfasst Tischlerei, Lackierhalle und Schlosserei sowie eine größere Halle für Arbeiten an den Wagenkästen, Fahrgestellen und Radsätzen. Der Betrieb ist so in der Lage, fast alle Arbeiten in eigener Werkstatt vorzunehmen. Lediglich Reparaturarbeiten der elektrischen Aggregate werden von Fremdfirmen übernommen. Für die Überprüfung der elektrischen Anlagen wie zum Vorheizen der Beiwagen besteht seit 1981 eine stationäre Scharfenberg-Kupplung. 1997/98 wurde der Betriebshof komplett saniert.

### Bahnstromversorgung
Bis 1949 verwaltete die Gemeinde die Straßenbahn und das Elektrizitätswerk gemeinsam. Der Bau befand sich auf dem Gemeindegrundstück Hauptstraße/Ecke Seestraße und ersetzte ab 1912 ein an der Schleuse gelegenes älteres Kraftwerk. Die Stromerzeugung erfolgte durch zwei 100 PS starke Sauggasmotoren von MAN, die über Schwungräder und Stahlbänder zwei Gleichstrom-Dynamos mit einer Leistung von 60 Kilowatt bei 700 Volt antrieben. Als Unterstützung diente eine Pufferbatterie.
Da das zuständige Personal während des Ersten Weltkrieges mehrfach wechselte und infolge der Materialknappheit nur minderwertige Brenn- und Schmierstoffe zur Verfügung standen, brach im Frühjahr 1917 bei einem der Sauggasmotoren die Kurbelwelle auseinander. Der andere Motor wies zudem mehrmals Störungen auf, so dass die Betriebszeiten der Bahn mehrmals eingeschränkt werden mussten. Nachdem der zuständige Betriebsleiter Keller im August 1918 verstorben war, musste die Bahn bis November 1918 ohne entsprechenden Ersatz auskommen. Am 24. Dezember 1918 wurde die Gemeinde Woltersdorf daher an das Netz der Berliner Elektrizitätswerke angeschlossen, sodass das Werk seither nur als Umformerstation diente.
Als Ersatz für die verschlissenen Motoren beschloss die Gemeinde im Februar 1922 die Beschaffung einer Quecksilberdampfgleichrichteranlage, wofür sie einen Kredit in Höhe von 756.000 Mark aufnahm. Infolge der Inflation korrigierte sie diesen Betrag vier Mal, so dass der Preis im Januar letztlich 14 Millionen Mark betrug. Der tatsächliche Wert lag bei 45.000 Goldmark. Im März 1923 konnte die Anlage aufgestellt werden. Sie wurde über zwei Transformatoren aus dem Hochspannungsnetz der Märkischen Elektrizitätswerke gespeist. Die drei Glaskolben waren die ersten ihrer Art, die mit einer Spannung von 750 Volt bei einer Stromstärke von 150 Ampere arbeiteten. Die Dauerleistung aller Kolben betrug also etwa 330 Kilowatt, wobei die höchste Belastung der Straßenbahn bei etwa 300 Kilowatt lag.
Mit der verwaltungstechnischen Trennung von Elektrizitätswerk und Straßenbahnbetrieb im Jahr 1949 musste fortan auch die Stromversorgung voneinander getrennt werden. 1958 begann daher der Einbau einer Quecksilberdampfgleichrichteranlage auf dem Betriebshofgelände. Die Anlage arbeitete vollautomatisch und war seit 1963 in Betrieb.
Die Stromzuführung erfolgt über eine Einfachfahrleitung und Schleifbügel bei einer Gleichspannung von 600 Volt. Die Strecke verfügt über drei Streckentrenner, sechs weitere befinden sich im Bereich des Betriebshofes. Da die Triebwagen anfangs mit Lyrabügeln ausgerüstet waren, musste die Fahrleitung an den Endhaltestellen höhergehängt werden, um ein Umklappen des Bügels zu ermöglichen. Nach der Inbetriebnahme eines neuen Triebwagens mit Scherenstromabnehmern im Jahr 1926 wurden die übrigen vier Triebwagen ebenfalls mit diesen Stromabnehmern ausgerüstet. 1969/70 sowie von 1995 bis 1998 wurden die Fahrleitungsanlagen erneuert. Bei der letzten Maßnahme wurde der Quecksilberdampfgleichrichter durch Thyristoren ersetzt und die Nennspannung von werksseitig 750 Volt Gleichspannung herabgesetzt, da die eingesetzten Gothawagen mit Einheitsausrüstung für 600 Volt fahren. Die bis dato überwiegend aus der Eröffnungszeit stammenden Ausleger wurden durch solche in historisierender Form ersetzt.

## Fahrgastbetrieb

### Tarif
| Datum          | Preis 1       |
| -------------- | ------------- |
| 17. Mai 1913   | 0,20 ℳ        |
| 1. Mai 1916    | 0,25 ℳ        |
| 15. Jan. 1919  | 0,30 ℳ        |
| (Auslassungen) |               |
| 23. Nov. 1923  | 150 Mrd. ℳ    |
| 1. Jan. 1924   | 0,25 Rent. M  |
| 1. Jan. 1929   | 0,30 RM       |
| 1944           | 0,25 RM       |
| Juli 1945      | 0,25 RM       |
| Juli 1948      | 0,25 DM (Ost) |
| 1. Feb. 1991   | 0,50 DM       |
| 1. Jan. 1992   | 1,20 DM       |
| 1. Jan. 1993   | 1,40 DM       |
| 1. Jan. 1994   | 1,60 DM       |
| (Auslassungen) |               |
| vor 2006       | 1,10 €        |
| 1. Apr. 2008   | 1,20 €        |
| 1. Jan. 2015   | 1,30 €        |
| 1. Jan. 2020   | 1,50 €        |

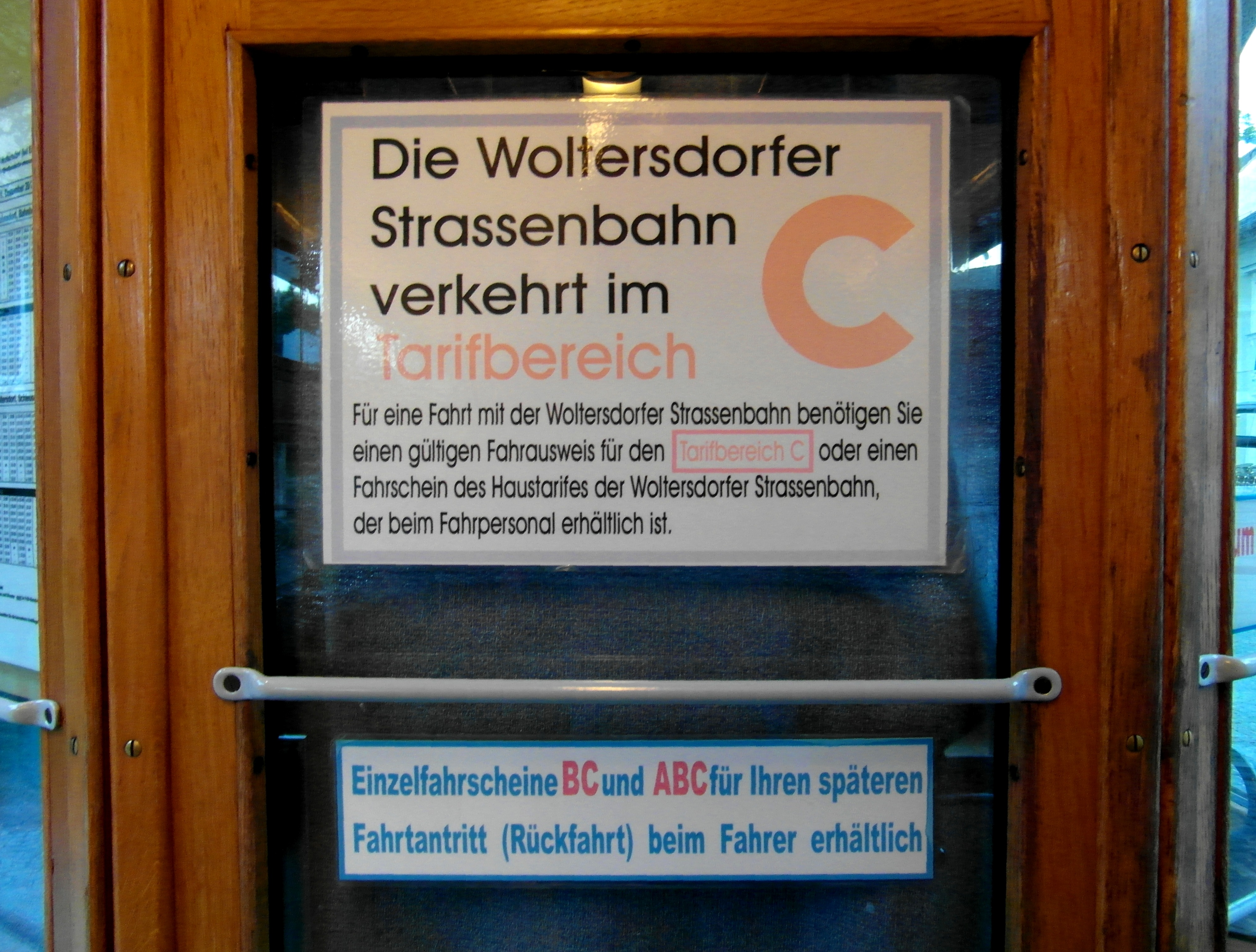
Tarifinformation, 2012

Die Woltersdorfer Straßenbahn erhob seit Anbeginn einen streckenabhängigen Tarif, wobei Zuschnitt und Fahrpreis der einzelnen Teilstrecken variierten. 1913 war für die gesamte Strecke ein Fahrpreis in Höhe von 20 Pfennig vorgesehen, zudem bot die Bahn Wochen- und Monatskarten an. Im Januar 1915 erfolgte die erste Preiserhöhung der Zeitkarten, im Mai 1916 die der Einzelfahrkarte von 20 auf 25 Pfennig. Teilstrecken kosteten je nach Länge 10–20 Pfennig. Infolge der fortschreitenden Inflation sah sich die Gemeinde nach Kriegsende zur weiteren Tarifanhebung gezwungen. Während die Einzelfahrt am 15. Januar 1919 30 Pfennig kostete, waren es am 23. November 1923 150 Milliarden Mark. Mit Einführung der Rentenmark wurde der Preis auf 25 Pfennig festgelegt. Ab dem 1. Januar 1929 kostete die Einzelfahrt 30 Pfennig.
1944 vereinfachte die Bahn den Tarif. Der Einzelfahrpreis wurde auf 25 Pfennig gesenkt, gleichzeitig wurde die Anzahl der Fahrscheinsorten – etwa Teilstrecken- oder Zeitkarten – von 22 auf fünf reduziert. Dieser Fahrpreis galt – in der jeweils gültigen Währung – bis zum 1. Februar 1991. Seitdem stieg der Preis mehrmals auf sein heutiges Niveau an.
Der aktuelle Einzelfahrpreis von 1,50 Euro für Vollzahler und 1,20 Euro für Ermäßigte gilt seit dem 1. Januar 2020; Kurzstreckenkarten für vier Haltestellen innerhalb von Woltersdorf kosten in beiden Fällen 1,20 Euro. Darüber hinaus werden Tages- und Monatskarten angeboten, die nur für die Straßenbahn gelten. Parallel zu diesem unternehmenseigenen Haustarif gilt der VBB-Tarif; die gesamte Strecke mit Ausnahme der Endhaltestelle S-Bahnhof Rahnsdorf liegt im Tarifbereich Berlin C.

### Betriebsführung
Der Fahrplan von 1913 sah tagsüber eine halbstündliche und in den Randzeiten eine stündliche Wagenfolge vor. Nach dem Ausbruch des Ersten Weltkrieges fuhr die Bahn aufgrund des Personalmangels nur im Zweistundentakt. Nach dem Kriegsende bestand wieder ein Halbstundentakt, der während der Hauptverkehrszeiten auf einen Viertelstundentakt verdichtet wurde. Mit Beginn des Sommerfahrplans 1927 verkehrte zusätzlich ein Einsetzer zwischen Bahnhof Rahnsdorf und der Feldweiche. Dieser Fahrplan galt bis zur Betriebseinstellung im April 1945. Zum Einsatz kamen dabei vorwiegend Zweiwagenzüge aus einem Trieb- und einem Beiwagen.
Nach der erneuten Betriebsaufnahme im Juli 1945 fuhr die Bahn mit drei Zügen im 20-Minuten-Takt. Die Länge der eingesetzten Züge richtete sich nach den Jahreszeiten. In den Sommermonaten fuhren so durchgehend Dreiwagenzüge, im Winter hingegen vorwiegend solo fahrende Triebwagen, die morgens beziehungsweise nachmittags mit einem oder zwei Beiwagen behängt wurden. Von 1966 bis 1980 fuhr zusätzlich während des Berufsverkehrs ein Solotriebwagen zwischen Rahnsdorf und Fasanenstraße, wodurch auf diesem Abschnitt zeitweilig ein Zehn-Minuten-Takt bestand. Da die Strecke bis heute ohne Signale ausgerüstet ist, fuhren die Einsetzer im Nachfolgebetrieb. Der vorausfahrende Zug führte an der Stirnwand eine gelbe Tafel mit grünem Dreieck, die dem entgegenkommenden Zug signalisierte, dass er die Kreuzung mit einem weiteren Zug abzuwarten hatte. Die Ende der 1970er Jahre übernommenen Gothawagen fuhren wegen des größeren Fassungsvermögens grundsätzlich nur mit einem Beiwagen, wobei diese im Winter wiederum nur während des Berufsverkehrs genutzt wurden.

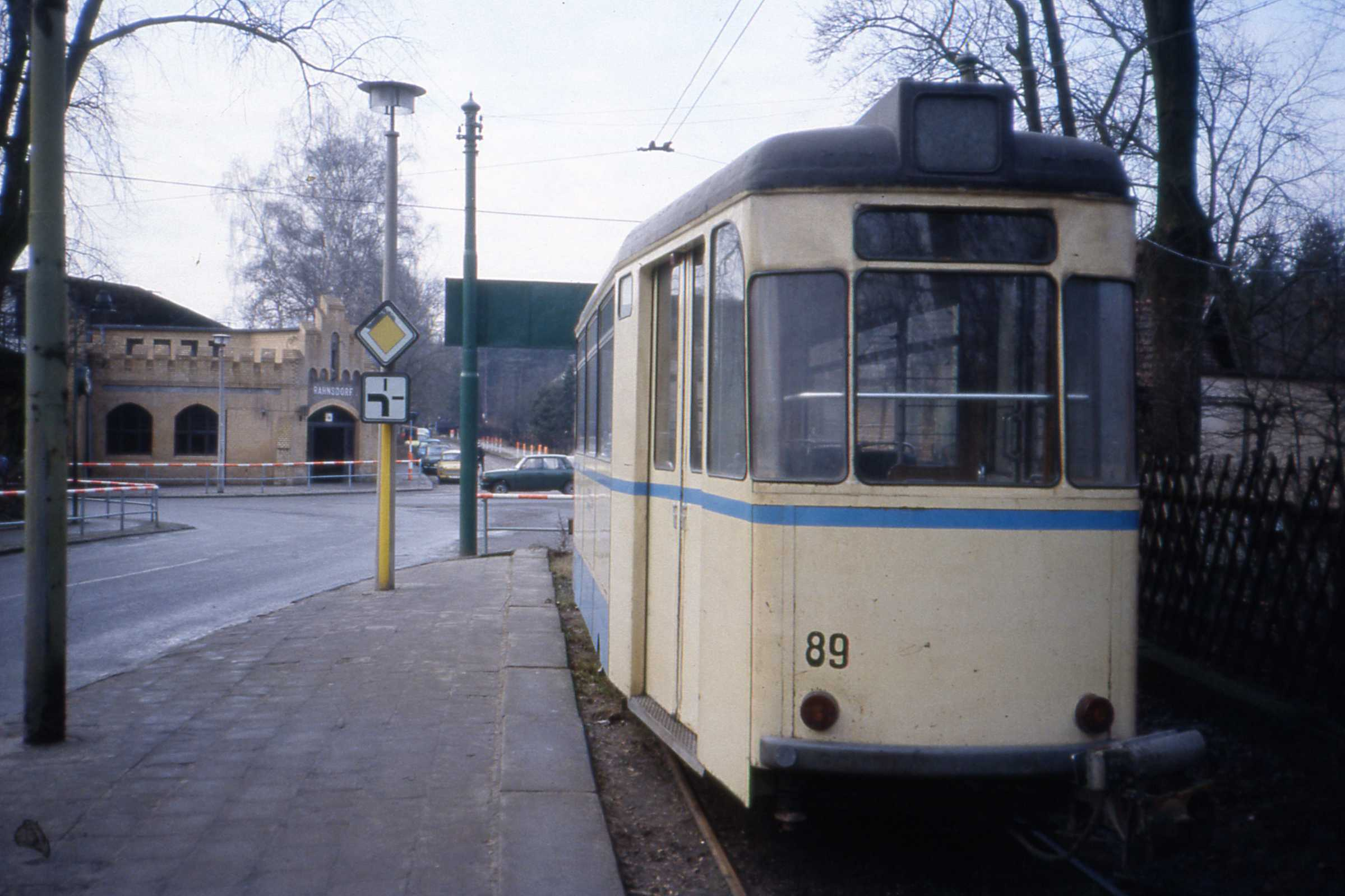
Außerhalb des Berufsverkehrs wurden die nicht benötigten Beiwagen im Betriebshof oder wie hier am S-Bahnhof Rahnsdorf abgestellt, 1990

1969 führte die Bahn den OS-Betrieb (Ohne Schaffner) ein, was den Einsatz von Zahlboxen in den Wagen mit sich brachte. Da infolgedessen die Schwarzfahrerquote deutlich anstieg, ging der Betrieb 1976 dazu über, Druckknopfentwerter einzuführen. Fahrkarten müssen seitdem im Voraus oder beim Fahrer erworben werden. Für das Umsetzen der Beiwagen an den Endhaltestellen waren dennoch bis zum 29. Mai 2006 Schaffner vorhanden.

## Fahrplanangebot
Die Linie 87 verkehrt aktuell werktags mit zwei Triebwagen zwischen S-Bahnhof Rahnsdorf und Schleuse im 20-Minuten-Takt. Während der Hauptverkehrszeiten wird ein zusätzlicher Triebwagen als E-Wagen zwischen S-Bahnhof Rahnsdorf und Berliner Platz eingesetzt, der die Wagenfolge auf zehn Minuten verdichtet. Zu Betriebsbeginn gegen 4 Uhr und vor Betriebsende gegen 24 Uhr fahren die Wagen im Abstand von 40 Minuten. An den Wochenenden fährt die Bahn zwischen 5 Uhr und 24 Uhr, wobei zwischen 9 Uhr und 20 Uhr ein 20-Minuten-Takt, ansonsten 40-Minuten-Takt besteht. Die verfügbaren Beiwagen kommen nur noch zu besonderen Anlässen mit verstärktem Verkehrsaufkommen zum Einsatz. Die Fahrzeit von Rahnsdorf zur Schleuse beträgt 16 Minuten, an den Wochenenden 15 Minuten, was einer durchschnittlichen Reisegeschwindigkeit von 21 beziehungsweise 22,4 km/h entspricht.

## Fahrzeuge

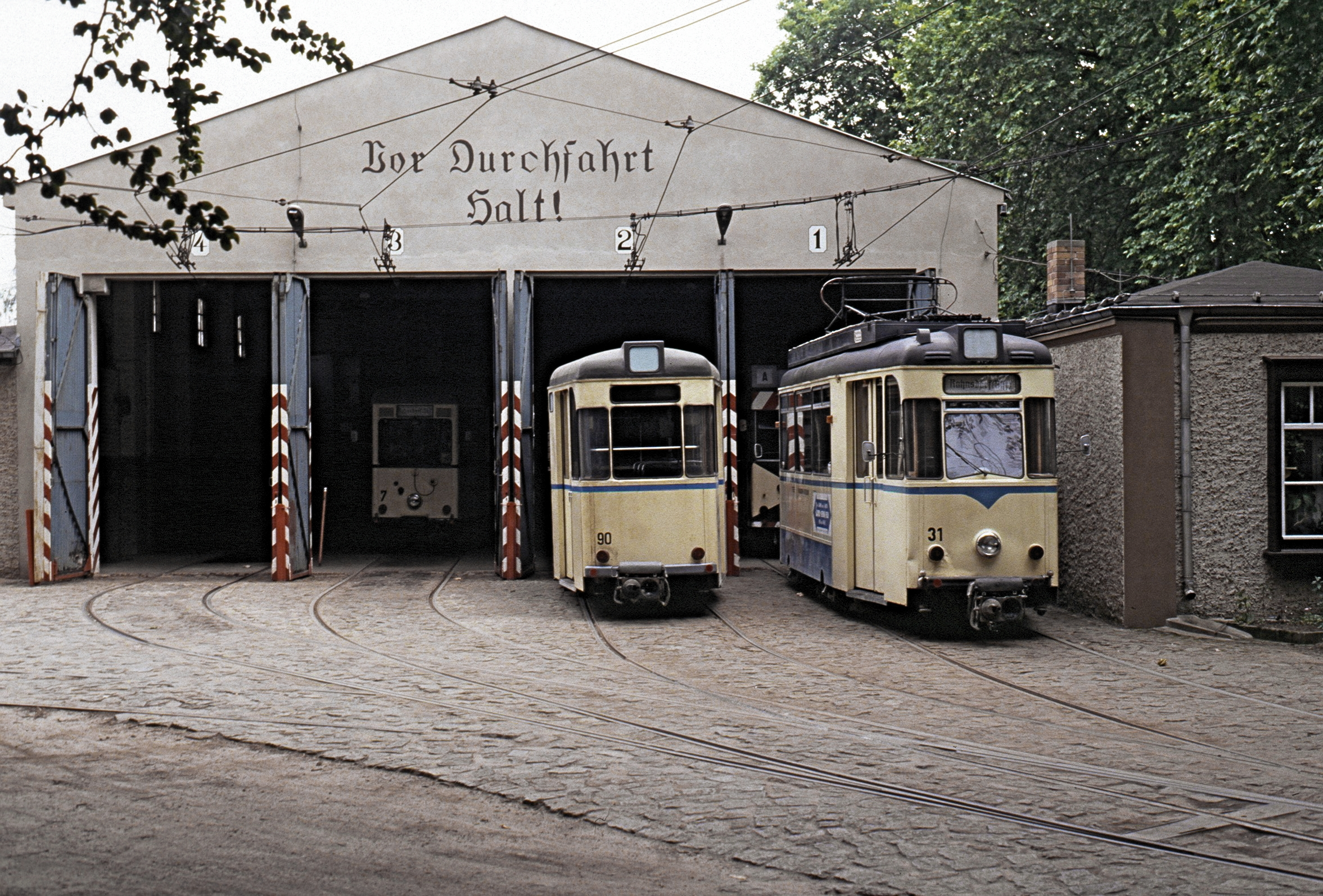
Betriebshof mit Triebwagen 31, dahinter Arbeitstriebwagen 9, Beiwagen 90 und Triebwagen 7 (v. r. n. l.), 1990

Die Woltersdorfer Straßenbahn verfügt derzeit über zehn Trieb- und zwei Beiwagen für den regulären Fahrgastbetrieb. Die Fahrzeuge sind vier Moderus Gamma LF 10 AC BD, die in den Jahren 2024 und 2025 neu nach Woltersdorf kamen sowie drei Gothawagen des Typs T57/B57 als Reserve, die ab 1977 gebraucht nach Woltersdorf kamen. Hinzu kommen ein Schlepper, ein Turmwagen, eine Kastenlore und ein Schneepflug als Arbeitsfahrzeuge sowie zwei historische Züge bestehend aus je einem Trieb- und einem Beiwagen; ein dritter Triebwagen befindet sich in Aufarbeitung. Leihweise verkehrte zusätzlich seit dem 95-jährigen Betriebsjubiläum 2008 der historische Maximumwagen 2990 aus Berlin. Bis zu seiner Rückgabe 2013 wurde er neben den anderen historischen Fahrzeugen für Sonderfahrten und ähnliches eingesetzt. Bei den Wagen handelt es sich ausnahmslos um Zweirichtungsfahrzeuge.

### Entwicklung

#### 1913 bis 1945
Die erste Serie umfasste vier Trieb- und sechs Beiwagen, die der Generalauftragnehmer Orenstein & Koppel lieferte. Die zehn Wagen kamen aus dem Werk in Spandau und liefen unter den Nummern 1 bis 4 sowie 21 bis 26. Die Triebwagen verfügten bereits über geschlossene Einstiegsplattformen, und der Innenraum war über Schiebetüren von diesem abgeteilt. Die Fenster ließen sich herunterschieben. Die hölzerne Sitze waren in 2+1-Abteilform angeordnet und boten insgesamt 18 Fahrgästen Platz. Der Antrieb erfolgte über zwei Gleichstrom-Reihenschlussmotoren vom Typ U 140 der AEG mit einer Leistung von je 33 Kilowatt und Schleifring-Fahrschalter. Wegen des starken Gefälles in der Schleusenstraße hatten die Triebwagen Schienenbremsen. Als Stromabnehmer dienten Lyrabügel, die 1925 durch Scherenstromabnehmer ersetzt wurden.
Die Beiwagen waren anders als die Triebwagen nur für den Sommerbetrieb vorgesehen und hatten dementsprechend offene Plattformen und keine Heizung. Beiwagen 25 und 26 musste der Betrieb im Januar 1917 auf Anordnung der preußischen Militärbehörden zu einer monatlichen Miete von 100 Mark an die Spandauer Straßenbahn abgeben. Sie kamen nach dem Kriegsende wieder nach Woltersdorf zurück. 1927 wurden die Plattformen geschlossen und elektrische Heizungen eingebaut. Die Fahrgestelle wurden mit Peckham-Aufhängung verlängert.
1925/26 verstärkte ein von Christoph & Unmack gefertigter Triebwagen mit Stahlaufbauten den Fuhrpark. Der Wagen mit der Nummer 5 hatte geschlossene Plattformen und ein über die Plattformen gezogenes Laternendach. Die elektrische Ausrüstung lieferte wiederum die AEG, zum Einbau kamen zwei Motoren mit jeweils 34 Kilowatt Leistung. Der Triebwagen galt als Prototyp des Typs 22 der Leipziger Straßenbahn.
1940/41 gelangte der ehemalige Triebwagen 2 der stillgelegten Salzburger Straßenbahn nach Woltersdorf, wo er unter der Nummer 6 weiterfuhr. Der 1908 von MAN konstruierte Wagen hatte gegenüber den anderen Wagen halboffene Plattformen und ein geringeres Platzangebot, weshalb er vornehmlich – ab 1956 ausschließlich – als Arbeitswagen diente.
Am 27. Januar 1944 detonierte in der Nähe des Betriebshofs eine Luftmine, wodurch ein Teil der Wagen beschädigt und nicht mehr eingesetzt werden konnte. Um den Betrieb aufrechtzuerhalten, erhielt die Woltersdorfer Straßenbahn den Prototyp des Kriegsstraßenbahnwagens (KSW). Da dieser noch einer dreimonatigen Testphase in Berlin unterzogen wurde, fuhr während dieser Zeit ein Berliner Maximum-Triebwagen. Mitte 1944 kam der KSW mit der Nummer 7 nach Woltersdorf.

#### 1945 bis 1977
Abgesehen von Beschädigungen verzeichnete die Woltersdorfer Straßenbahn keine Kriegsverluste im Fahrzeugpark. Triebwagen 3 und Beiwagen 23 kamen von Ende 1950 bis 1951 leihweise nach Stahnsdorf, wo sie im Inselbetrieb auf der Linie 96 von Seehof zur Machnower Schleuse fuhren.
1956 übernahm die Woltersdorfer Straßenbahn den Triebwagen 4362 vom Typ TF 26 der BVG. Die Firma Orenstein & Koppel hatte den Wagen 1926 für die Flachbahn der Hochbahngesellschaft gefertigt, wo er die Nummer 14 trug. 1929 kam er zur BVG. Er erhielt in Woltersdorf die Wagennummer 6II, der bisherige Triebwagen 6 lief zu dieser Zeit bereits als Arbeitstriebwagen ohne Wagennummer.
1959 kam als weiteres gebrauchtes Fahrzeug der Triebwagen 107II der Potsdamer Straßenbahn nach Woltersdorf. Der Wagen war für die Aufnahme des elektrischen Betriebs in Potsdam 1907 von Lindner in Ammendorf gebaut worden. In Woltersdorf erhielt er die Nummer 8.

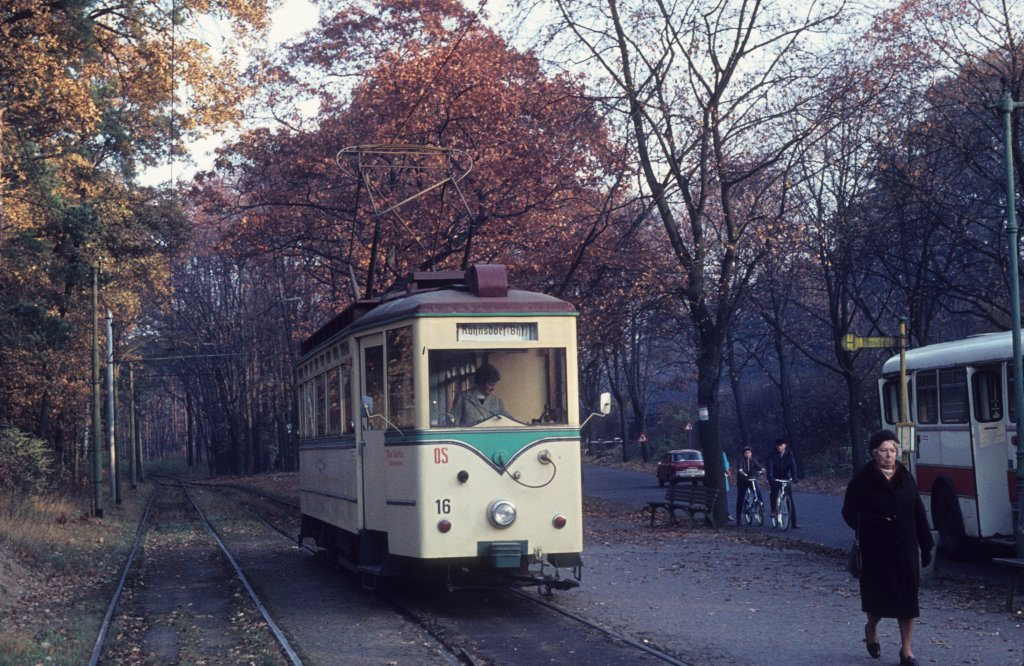
Triebwagen 16 bei der Ankunft in Rahnsdorf, 1973

Da der bisherige Fuhrpark einerseits verschlissen, andererseits recht vielfältig war, erwarb die Bahn 1962 sechs Triebwagen des Typs TF 13/25 der BVG. Die Wagen stammten aus dem Jahr 1913, waren im Gegensatz zu den Woltersdorfer Wagen des gleichen Baujahres in besserem Zustand und boten darüber hinaus mehr Platz. Sie erhielten zunächst die Wagennummern 10 bis 15. Wagen 10 kam zunächst ohne größere Umbauten zum Einsatz, bei den folgenden Fahrzeugen kam es dagegen zu größeren Umbauten. Unter anderem erfolgten ein Umbau der Plattformen und der Einbau von Schiebetüren anstelle von Umsetztüren. Die gesamte Inneneinrichtung wurde einschließlich der Bestuhlung verändert. Außerdem erhielten die Fahrzeuge ein 24-Volt-Bordnetz zur Versorgung der Hilfsstromkreise für Blinker, Außenbeleuchtung und die Abfahrsignale. Da die Werkstatt nur jeweils einen Wagen umbauen konnte, zog sich der gesamte Vorgang bis 1968 hin. Im darauffolgenden Jahr wurden dann die Umbauten an Triebwagen 10 vorgenommen, der daraufhin die Nummer 16 erhielt. Der KSW-Triebwagen wurde zu dieser Zeit ebenfalls geringfügigen Änderungen unterzogen.
Als Ersatz für die aus dem Eröffnungsjahr stammenden Beiwagen erhielt Woltersdorf in den Jahren 1968 und 1969 je drei KSW-Beiwagen aus Magdeburg und Strausberg. Sie erhielten die Wagennummern der zuvor ausgemusterten Beiwagen in zweiter Belegung. Wagen 21II, 22II, 24II und 26II erhielten neue Polstersitze, Innenverkleidungen aus Sprelacart und Leuchtbänder. Die Seitenfenster wurden im oberen Viertel geteilt, da das benötigte Sicherheitsglas nicht in den erforderlichen Größen geliefert werden konnte. Beiwagen 23II erhielt seinen Umbau im Jahr 1973, Beiwagen 25II im Jahr 1976. Zuvor wurden diese beiden und die übrigen Beiwagen einer Hauptuntersuchung unterzogen. Bis zu dieser Zeit verwendete man ausschließlich die Albertkupplung, die zum Rangieren im Normalfall immer zwei Personen erforderte.

#### Ab 1977
Strengere Auflagen der zuständigen Aufsichtsbehörde sowie zunehmende Probleme in der Ersatzteilhaltung forderten den Betrieb Ende der 1970er Jahre dazu auf, neuere Wagen einzusetzen. Die Straßenbahn Schwerin stellte zur gleichen Zeit ihren Fuhrpark auf Großraumzüge des Typs Tatra T3D um, sodass der Betrieb in der Lage war, überschüssige zweiachsige Wagen abzugeben. 1977 gelangte Woltersdorf so zu vier Gotha-Triebwagen vom Typ Gothawagen T57, drei Gotha-Beiwagen Typ B57 sowie einem Reko-Beiwagen Typ BZ70. Letzterer kam sofort mit der Nummer 21III zum Einsatz, die übrigen Wagen gingen hingegen zur Hauptwerkstatt Brückfeld der Magdeburger Straßenbahn, wo sie ihre Hauptuntersuchung erhielten und kleinere optische Korrekturen an ihnen vorgenommen wurden. Anfang 1978 kamen zwei Trieb- und ein Beiwagen mit den Nummern 12II, 13II und 26III nach Woltersdorf. Alle diese neueren Fahrzeuge waren mit einer Scharfenbergkupplung ausgerüstet, so dass die Rangierarbeiten an den Endhaltestellen und am Thälmannplatz allein durch den Fahrer des Triebwagens erfolgen konnten.

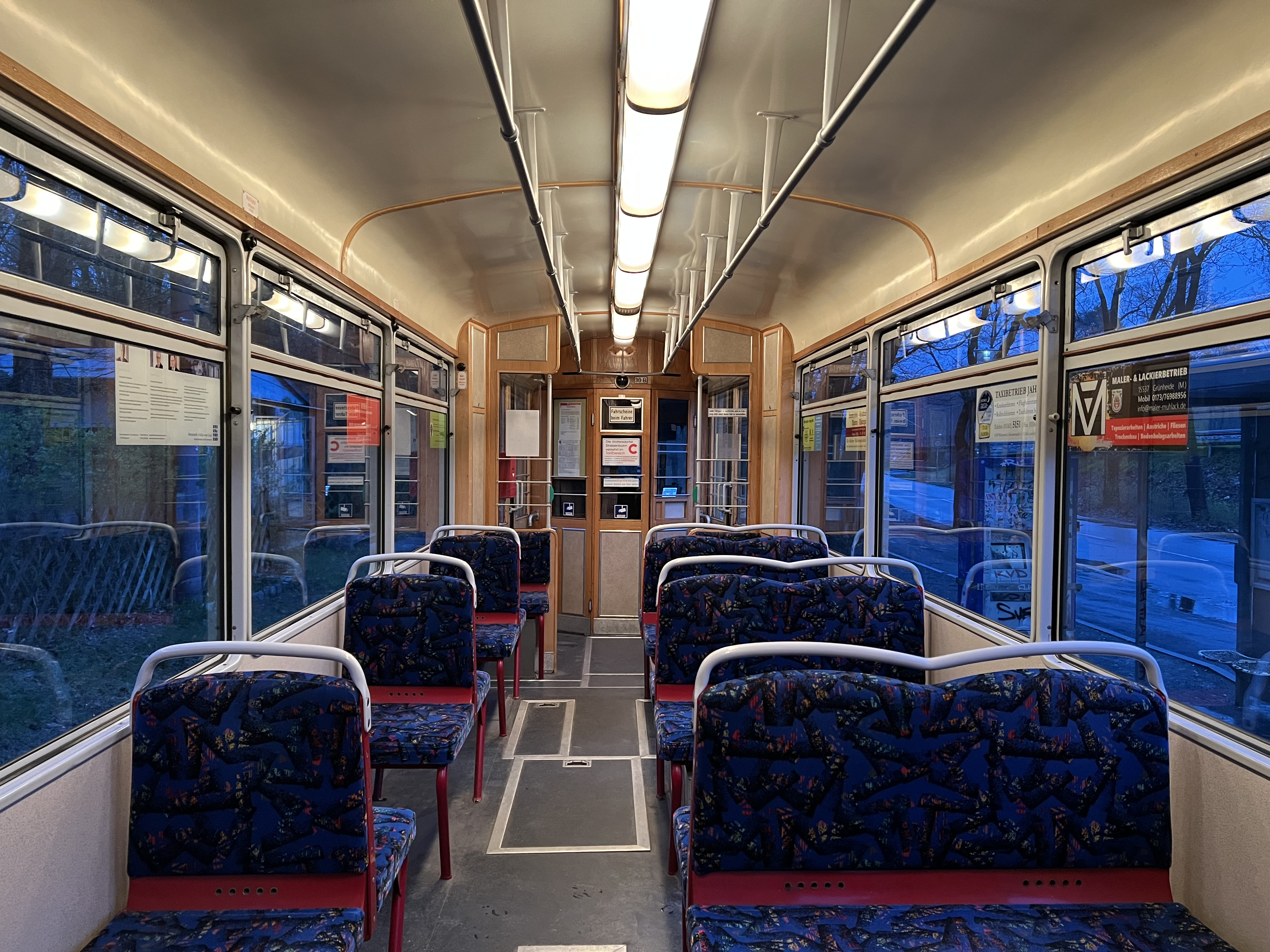
Innenansicht von Triebwagen 30^{II}, 2023

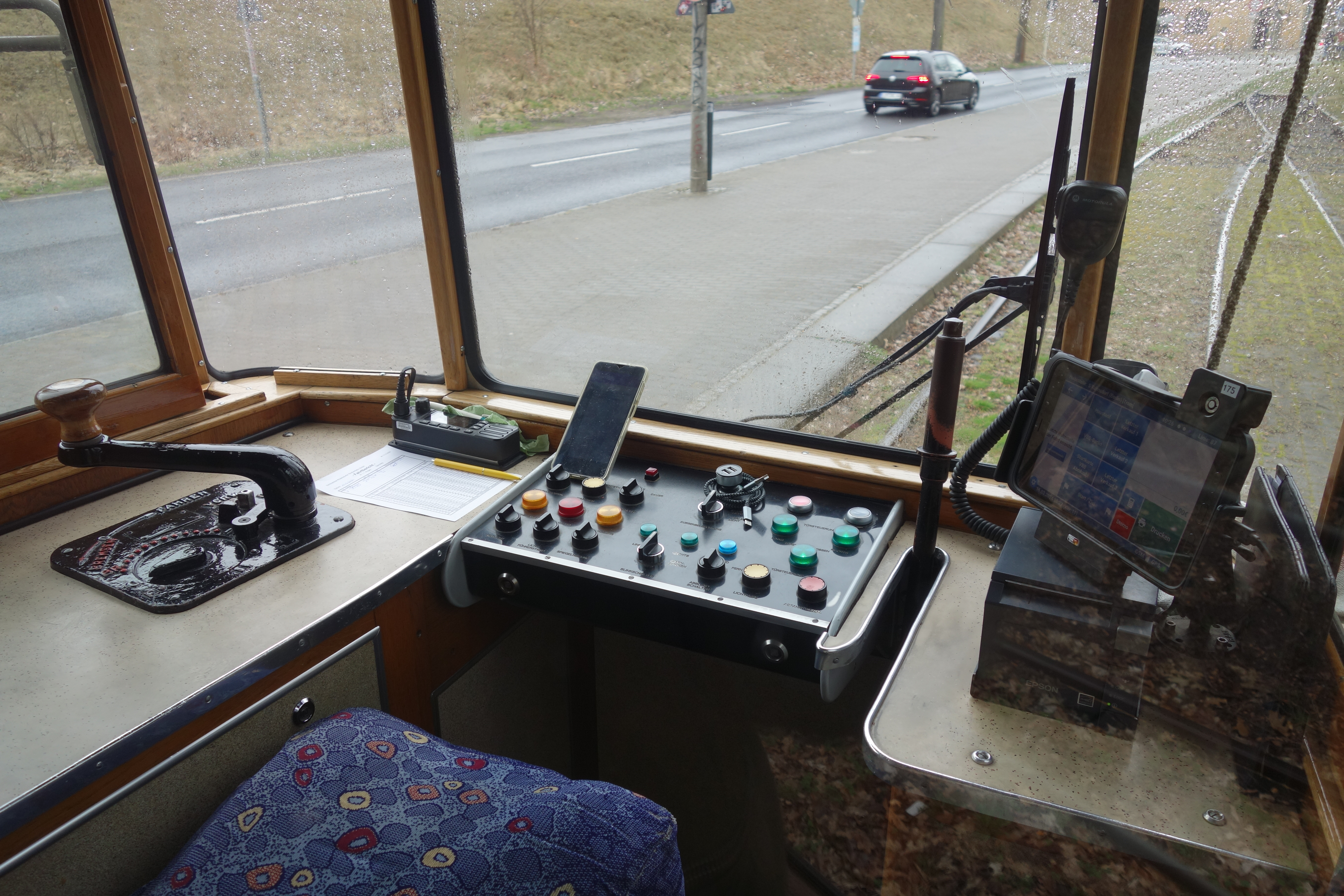
Führerstand

Kurz darauf passte der Betrieb die meisten Wagennummern den parallel dazu verwendeten Inventarnummern an. Diese vierstelligen Nummern galten für das gesamte Inventar des Kombinats und sahen für die Straßenbahnen eine Nummer im 8800er Bereich vor. Die künftigen Wagennummern entsprachen in der Regel den letzten beiden Ziffern der Inventarnummer. Die ehemals Berliner Triebwagen 11, 14 und 15 erhielten kurz vor ihrer Ausmusterung die Nummern 24 bis 26, die KSW-Beiwagen 22 bis 25 die Nummern 82 bis 85. Die bereits eingesetzten Gothawagen trugen nun die Nummern 28 (ex 12II), 27 (ex 13II), 88 (ex 26III) sowie 87 (ex 21III). Die übrigen Gothawagen erhielten die Nummern 29, 89, 90 und 92. Die Wagennummer 91 trug buchmäßig ein LOWA-Beiwagen, der 1978 von der Dessauer Straßenbahn gekommen war und über Woltersdorf als historischer Beiwagen nach Berlin ging. Ein ebenfalls aus Dessau angebotener Triebwagen wurde wegen seines wagenbaulichen Zustands nicht übernommen und vor Ort verschrottet. Der KSW-Triebwagen mit der Inventarnummer 8820 hätte nach dieser Systematik die Wagennummer 20 erhalten müssen, behielt aber seine alte Nummer.
Ebenfalls 1978 kamen noch zwei Dessauer Gothawagen vom Typ T57 nach Woltersdorf, 1979 folgte ein Berlin Reko-Triebwagen Typ TZ69. Sie erhielten die Nummern 30, 38 und 39. Die KSW-Beiwagen wurden daraufhin ausgemustert, Wagen 83 bis 85 dienten ab 1979 als Lagerraum einer in Woltersdorf ansässigen Firma und wurden etwa zehn Jahre darauf verschrottet. Wagen 85 diente im letzten Betriebsjahr noch als Traglastenwagen, nachdem die Sitzplätze auf den Plattformen ausgebaut wurden. Wagen 82 blieb als Reservefahrzeug erhalten und wurde später zum historischen Fahrzeug aufgearbeitet.
Anfang der 1980er Jahre erhielten die Wagen ein neues Farbschema. Anstelle der elfenbeinfarbenen Grundlackierung mit grünem Absetzstreifen hatten die Wagen nun einen blauen Absetzstreifen sowie im unteren Schürzenbereich eine hellblaue Lackierung.
Der Reko-Triebwagen 39 war mit seiner fahrgestelllosen Bauweise ein Unikat im Triebwagenbestand und wegen der Innenbackenbremse anstelle der sonst üblichen Scheibenbremse aufwändiger in der Wartung. Das Fahrzeug ging daher im Mai 1986 mit der Nummer 07 nach Strausberg. Als Ersatz erhielt der Betrieb einen T57-Triebwagen der Dresdner Straßenbahn, der die Nummer 31 erhielt.
Wagen 30 ging etwa zur selben Zeit nach Magdeburg zur Hauptuntersuchung, Wagen 28 erhielt selbige in Woltersdorf. Da diese längere Zeit als vorgesehen in Anspruch nahm, erhielt Wagen 30 bei seiner Rückkehr die Nummer 28II und Wagen 28 im Umkehrschluss ein Jahr darauf die Nummer 30II. Wagen 38 ging nach der Rückkehr von Wagen 28 ebenfalls zur Hauptuntersuchung nach Magdeburg und erhielt nach seiner Rückkehr die Wagennummer 32.

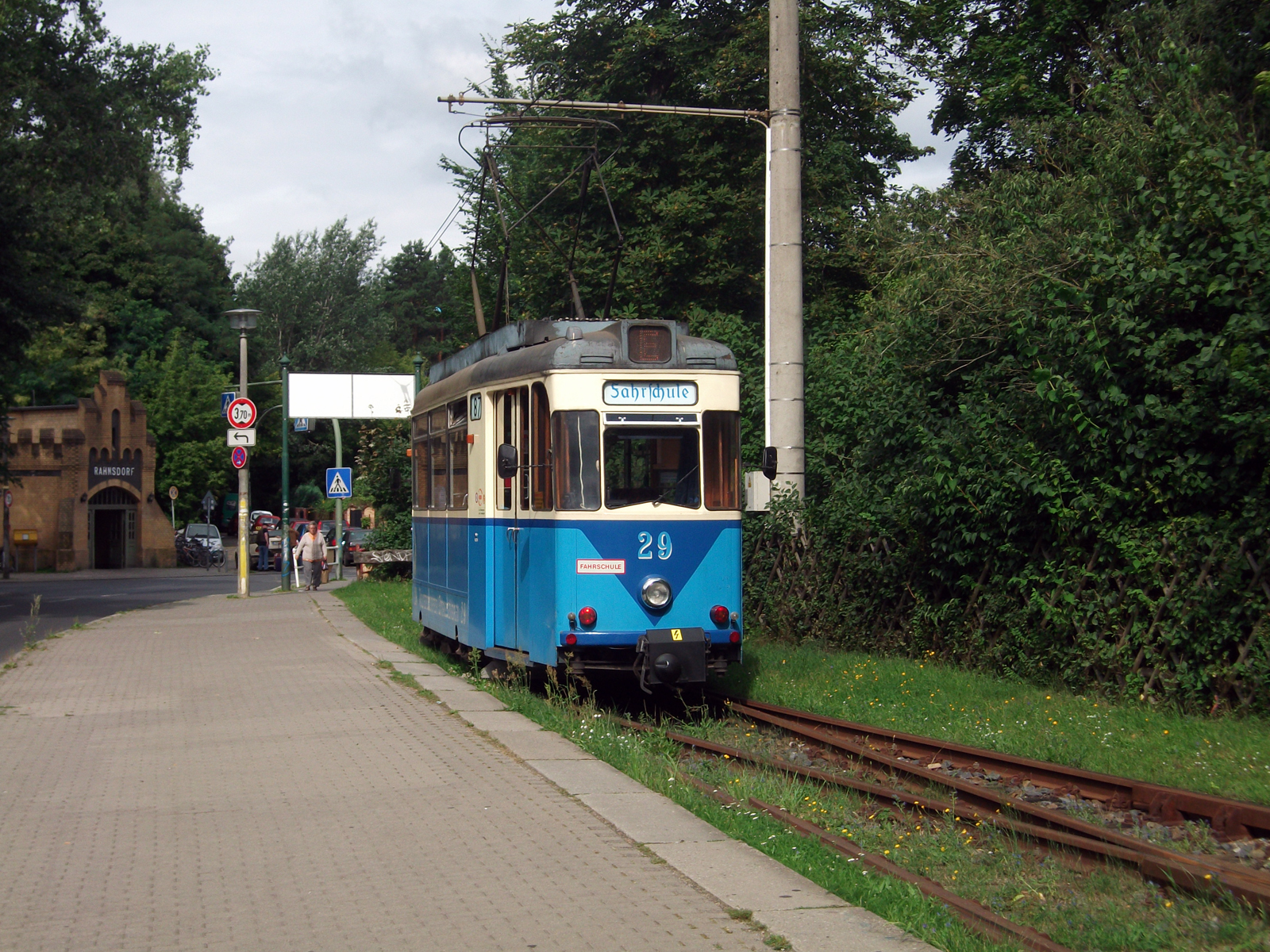
Wagen 29 in abweichender Lackierung, 2012

Als letzter Triebwagen erhielt Wagen 29 seine Hauptuntersuchung bis 1991. Die Beiwagen wurden im gleichen Zeitraum ebenfalls überholt. Der Triebwagen sowie Beiwagen 89 wurden dabei unterhalb des Fensterbereichs vollständig blau mit einem dunkelblauen Zierstreifen lackiert. Es war vorgesehen, die übrigen Wagen ähnlich wie bei der Schöneicher Straßenbahn im gleichen Schema, jedoch mit anderen Farben zu lackieren. Da die Beiwagen am Thälmannplatz dem entgegenkommenden Triebwagen angehängt wurden, hätte dies allerdings zu bunten Zügen geführt, weshalb der Betrieb von weiteren Neulackierungen absah.
Der Reko-Beiwagen 87 wurde im März 1991 abgestellt, so dass danach regulär ausschließlich Gothawagen zum Einsatz kamen.
Die Triebwagen 27, 28II, 29, 30II und 32 erhielten 1995/96 beim Mittenwalder Gerätebau ihre Modernisierung, Wagen 31 folgte 2006. Die Verblechung wurde wie der Fußbodenbelag erneuert; Stoffsitze, Druckknopftüröffner und statische Umformer eingebaut und die Stirnfenster vergrößert. Die Beiwagen wurden bis 2005 in eigener Werkstätte modernisiert und hauptuntersucht. Beiwagen 88 erhielt zudem die ursprünglich vorhandenen Alu-Zierleisten wieder; er wurde 2008 nach Chemnitz abgegeben, wo er als historischer Beiwagen eingesetzt wird. Beiwagen 92 war von dieser Maßnahme nicht betroffen und wurde 2006 verschrottet. Seit 2005 verfügt Triebwagen 27 so wie Triebwagen 31 zusätzlich über eine Musikanlage und Lichterketten für besondere Anlässe. Der Woltersdorfer Straßenbahn stehen somit sechs Trieb- und zwei Beiwagen für den Regelbetrieb zur Verfügung. Die Beiwagen werden seit 2006 jedoch nur bei größerem Fahrgastandrang eingesetzt. Seit 2008 befand sich zudem ein weiterer aus Dresden übernommener Triebwagen in Aufarbeitung. Er verkehrt seit 2018 unter der Nummer 33.

#### Seit 2023

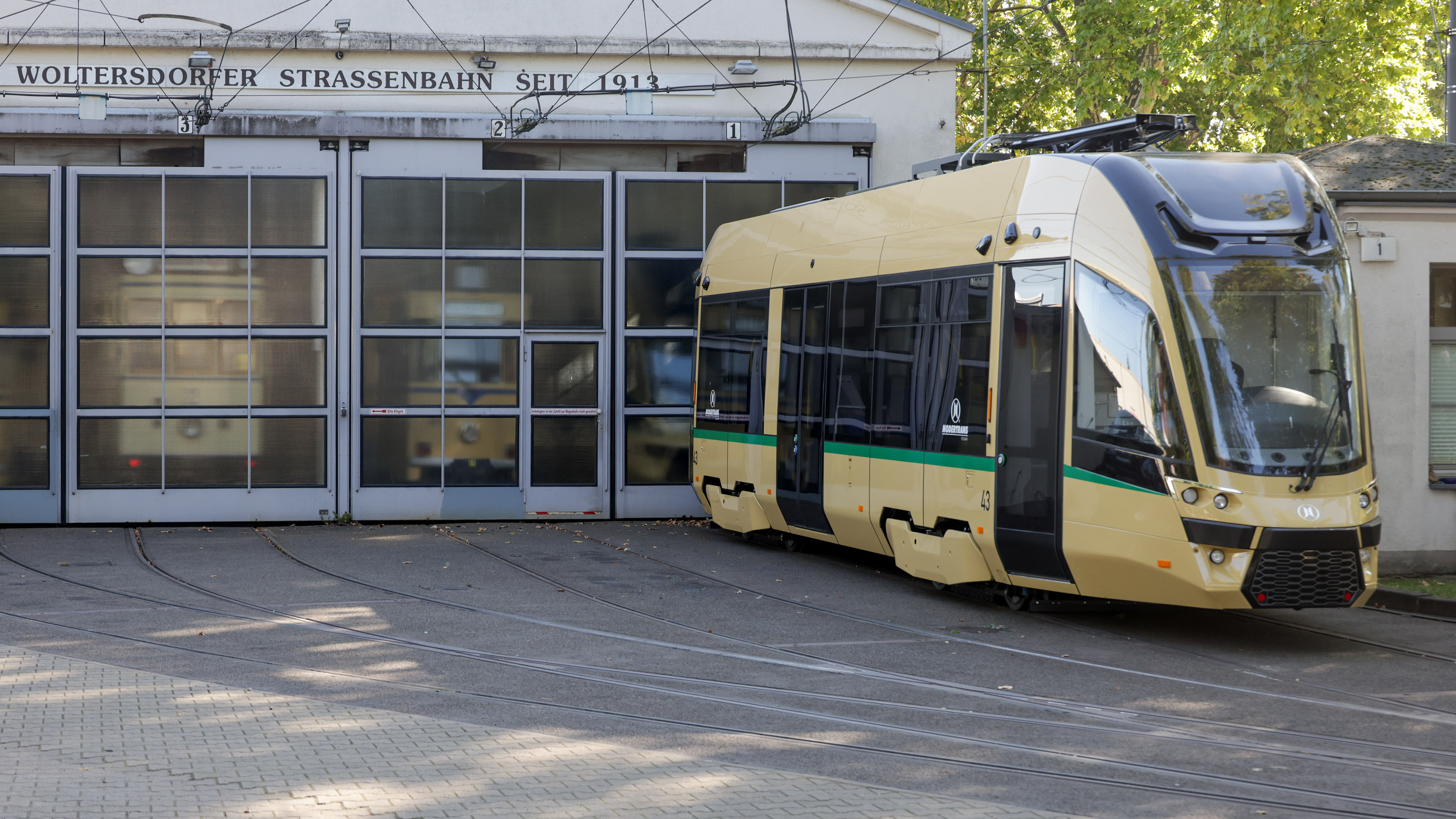
Wagen 43, ein Moderus Gamma LF 10 AC BD, im Betriebshof 2024

Am 28. Juni 2021 schrieb die SRS die Beschaffung von Neufahrzeugen aus. Ausgeschrieben wurden zwei Optionen, entweder in der Grundbestellung zwei Fahrzeuge zuzüglich dreier Optionsfahrzeuge oder drei Fahrzeuge in der Grundbestellung und nur ein Optionsfahrzeug. Am 17. Februar 2022 wurde bekanntgegeben, dass die SRS drei neue vierachsige Fahrzeuge vom Typ Moderus Gamma LF 10 AC BD beim polnischen Hersteller Modertrans Poznań bestellt hätte, die 15 Meter lang und durchgehend niederflurig sind. Im Dezember 2023 wurde die Option für ein viertes Fahrzeug beim Hersteller eingelöst.
Der erste Triebwagen wurde Ende März 2024 ausgeliefert. Danach begannen in den darauffolgenden Wochen Probefahrten mit dem Ziel der Zulassung. Im Juli 2024 waren die drei bestellten Fahrzeuge in Woltersdorf eingetroffen, im Januar 2025 folgte das vierte Fahrzeug. Am 25. Januar 2025 begann der Linieneinsatz der ersten Fahrzeuge 41 und 42. Bis zum 1. März 2025 wurde der Verkehr vollständig auf die Triebwagen umgestellt.
Im Mai 2025 wurde der T57 Nr. 28 an das Hannoversche Straßenbahn-Museum abgegeben.

### Arbeitswagen

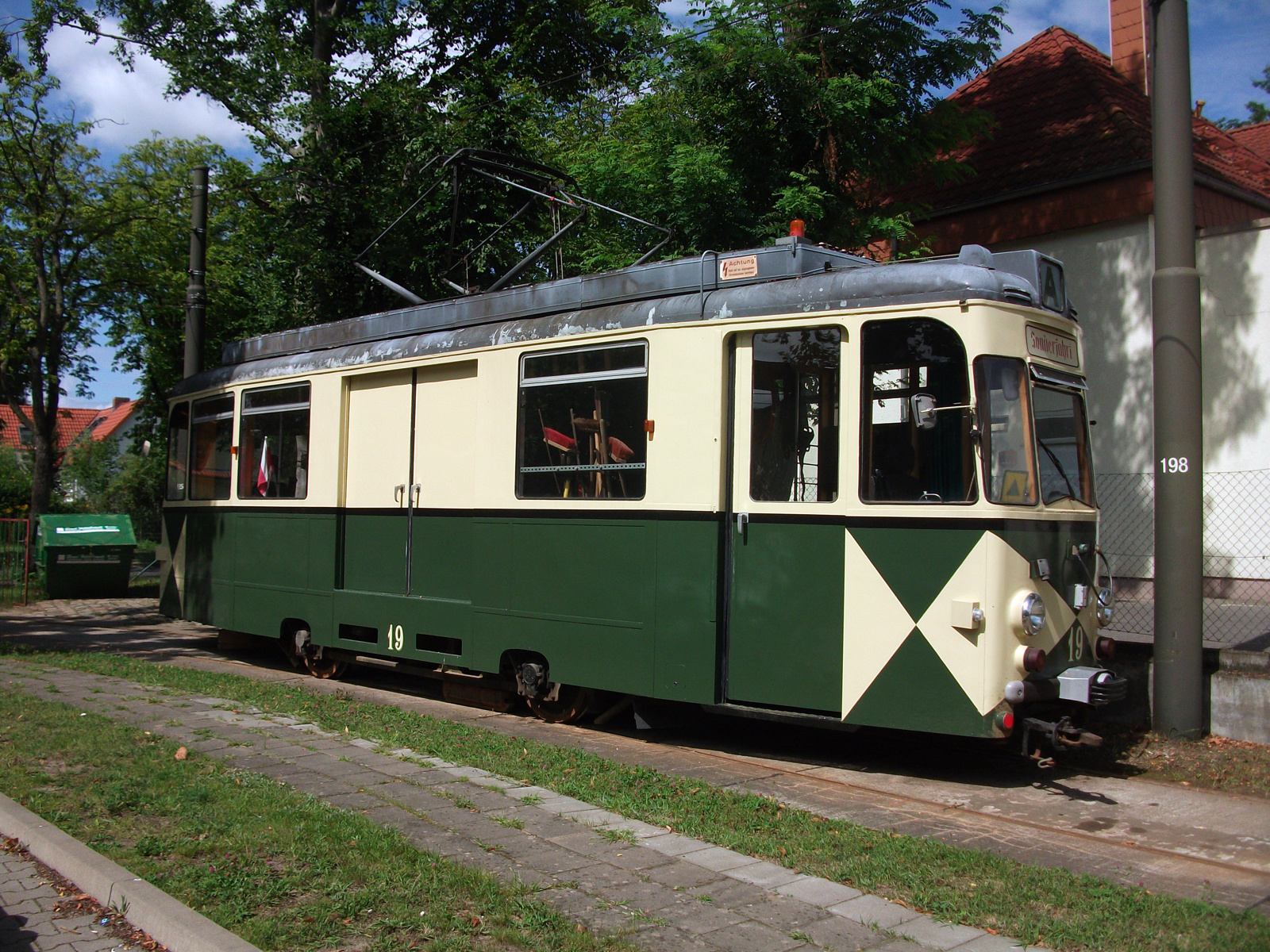
Arbeitstriebwagen 19 auf dem Betriebshofgelände, 2012

Der Woltersdorfer Straßenbahn standen mehrere Arbeitsfahrzeuge zur Verfügung, wobei der Triebwagen 2 sowie der Salzburger Triebwagen 6 und der Potsdamer Triebwagen 8 zuvor im Fahrgastverkehr fuhren. Wagen 2 diente von 1967 bis 1974 als Arbeitswagen und wurde anschließend abgestellt. 1987/88 erfolgte seine Aufarbeitung zum historischen Triebwagen. Triebwagen 6 fuhr nach seiner Übernahme bereits vorwiegend zu dienstlichen Zwecken, spätestens nach Übernahme des Berliner TF 26 verkehrte er ohne Wagennummer. 1965 ausgemustert, erfolgte 1967 seine Verschrottung. Er war zu diesem Zeitpunkt der letzte noch erhaltene Salzburger Straßenbahnwagen. Triebwagen 8 diente von 1965 bis 1967 als Arbeitswagen, anschließend erwarb ein Kindergarten den Wagenkasten. 1981 wurde dieser zerlegt.
1974 übernahm der Betrieb den Arbeitstriebwagen 721 032 (ex A125) der BVB. Der Kastenschlepper entstand 1952 bei LOWA in Berlin-Johannisthal auf dem Fahrgestell eines U3l-Wagens aus den 1920er Jahren. Der Betrieb reihte ihn unter der Nummer 2II ein. Er diente als Hilfsgerätewagen. 1984 erhielt er die Nummer 9, da der historische Triebwagen 2 wieder aufgebaut werden sollte. 1996 ging er an das Oldtimer Museum Rügen, mittlerweile befindet sich der Wagen in Privatbesitz. Als Ersatz für den LOWA-Wagen erwarb die Woltersdorfer Straßenbahn im Jahr 1998 einen Arbeitswagen der Berliner Straßenbahn. Der Rekowagen mit der Nummer 4534 fährt in Woltersdorf mit der Nummer 19.
Als Beiwagen stehen der Bahn eine Turmlore von 1913 und eine Kastenlore von 1925 zur Verfügung. 2004 erwarb man einen Schneepflug von der Straßenbahn Frankfurt (Oder); er befindet sich seit 2005 im Einsatz.

### Historische Wagen

Triebwagen 2 aus dem Jahr 1913 neben Triebwagen 32 im Betriebshof, 2012

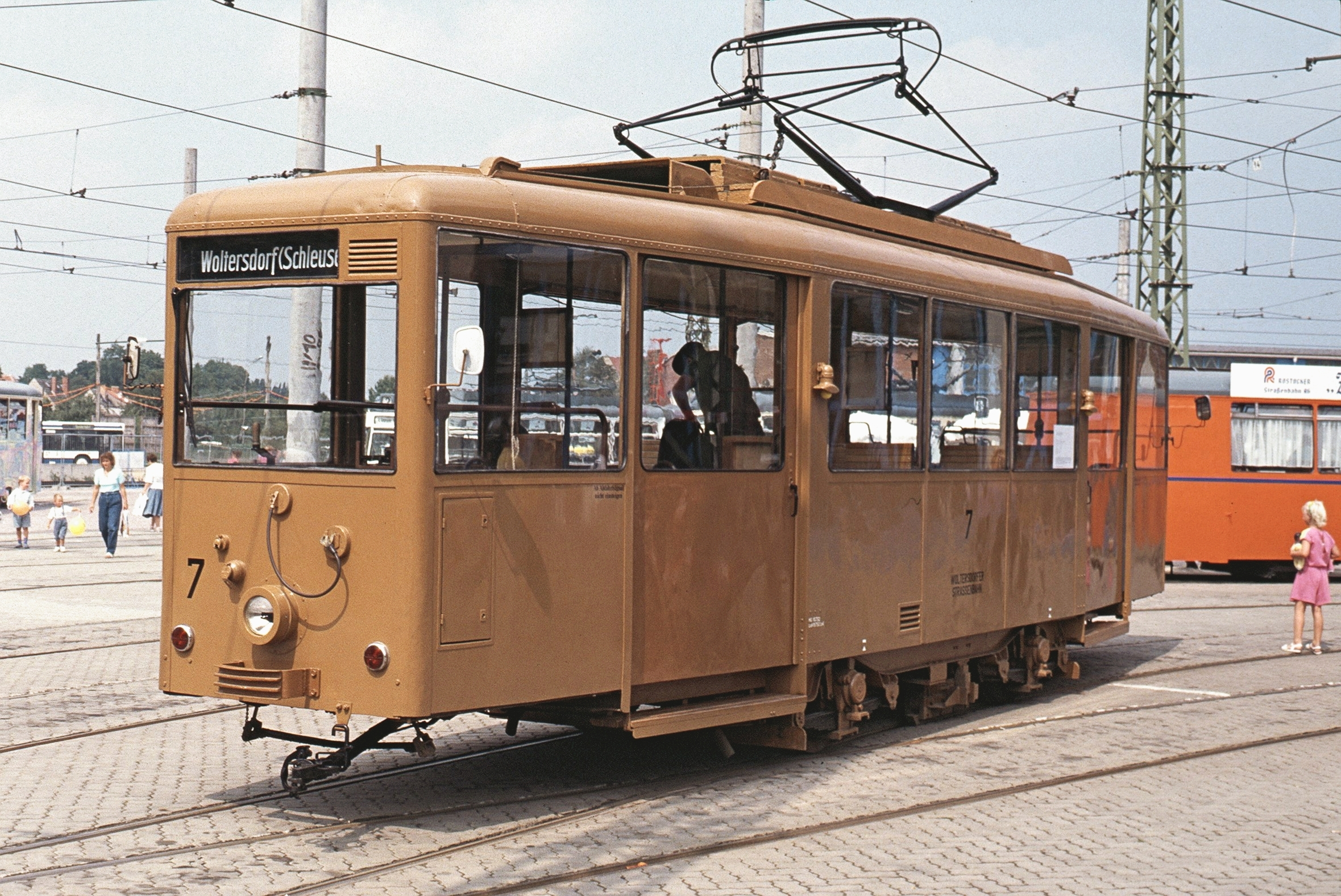
Triebwagen 7 in der ursprünglichen dunklen Lackierung zu Gast in Rostock, 1992

Der historische Wagenpark der Woltersdorfer Straßenbahn setzt sich aus drei Trieb- und zwei Beiwagen zusammen. Dies sind Triebwagen 2 und Beiwagen 24 aus dem Eröffnungsjahr 1913, ein KSW-Zug bestehend aus Triebwagen 7 und Beiwagen 22II sowie der ehemalige Berliner Triebwagen 218.
Eine Aufarbeitung der älteren Wagen war ab Ende der 1960er Jahre vorgesehen. Zur gleichen Zeit wurden in Berlin die letzten Vorkriegswagen ausgemustert, von denen ein Teil als historische Fahrzeuge erhaltenbleiben sollte. Die BVG setzte jedoch voraus, dass die Wagen vom Gleisnetz der Berliner Straßenbahn entfernt würden. So kamen die Wagen nach einer kurzen Abstellphase im Plänterwald nach Woltersdorf, wo die ersten von ihnen restauriert wurden. Der Woltersdorfer Wagen 24 kam nach seiner Abstellung 1968 ebenfalls auf die Freifläche neben dem Betriebshof. Wagen 2 diente bis 1974 als Arbeitstriebwagen und wurde daraufhin auch abgestellt. Eine Aufarbeitung war zu dieser Zeit nicht möglich, da die zuständige Arbeitsgruppe Straßenbahn der AG 1/11, der heutige Denkmalpflege-Verein Nahverkehr Berlin, mit der Aufarbeitung der Berliner Wagen vollausgelastet war.
Nachdem die in Woltersdorf abgestellten Berliner Wagen abtransportiert worden waren, konnte 1987 mit der Aufarbeitung des Wagens 2 begonnen werden. Er wurde anlässlich des 75-jährigen Betriebsjubiläums 1988 vorgestellt. Da entsprechende Materialien teilweise fehlten, entsprach das Fahrzeug nicht vollständig dem Auslieferungszustand. Von 1999 bis 2003 erfolgte daher eine erneute Hauptuntersuchung, bei der lediglich Teile des Bodenrahmens, die Trennwände und Oberlichtaufbauten beibehalten wurden.
Die Aufarbeitung des zugehörigen Beiwagens 24 begann im Frühjahr 1991. Hierbei wurden der Wagenkasten neuaufgebaut und die Plattformen wieder geöffnet. Noch vorhandene Originalteile wie die Sitze wurden wieder eingebaut. Seine Vorstellung erfolgte anlässlich des 80-jährigen Betriebsjubiläums 1993.
Der Kriegsstraßenbahnwagen 7 diente bis 1996 offiziell als Betriebsreserve, kam aber zuvor bereits bei Jubiläen zum Einsatz. 1992 wurde er im Rahmen einer Hauptuntersuchung in den Ursprungszustand zurückversetzt; Stoßstangen- und Pufferverkleidungen, Blinker und Innenanstriche wurden hierbei entfernt, und der Wagenkasten erhielt seinen ursprünglich sandfarbenen Lack. 1996 entschloss sich die Betriebsführung zur erneuten Umlackierung, um im Einsatz mit Beiwagen 22 ein einheitliches Bild zu gewährleisten.
Beiwagen 22 war bis etwa 1979 im Linieneinsatz und wurde danach abgestellt. Die Aufarbeitung begann 1993. Da der Wagen ungeschützt der Witterung ausgesetzt gewesen war, wies er zahlreiche Rostschäden auf. Sämtliche Verkleidungen sowie die Außenschiebetüren mussten ersetzt und die Stirnbleche erneuert werden. Zur Wiederherstellung des Originalzustandes erhielt der Fußboden einen roten Belag, und die Seitenfenster wurden durch einteilige Scheiben ersetzt sowie ein neuer Lack aufgetragen. Bei der Sanierung halfen zusätzlich Mitarbeiter der Frankfurter Straßenbahn, und die Finanzierung erfolgte über einen von einem Liebhaber gestarteten Spendenaufruf. Am 2. August 1996 stellte die Woltersdorfer Straßenbahn den Beiwagen als vierten historischen Wagen vor.
Der ehemalige Berliner Triebwagen 5403 (ex SSB 218) vom Typ TDS 08/24 wurde in Woltersdorf in den Ursprungszustand versetzt und anlässlich des 100-jährigen Betriebsjubiläums 2013 vorgestellt. Das Fahrzeug wird dauerhaft in Woltersdorf bleiben.

### Gastfahrzeuge

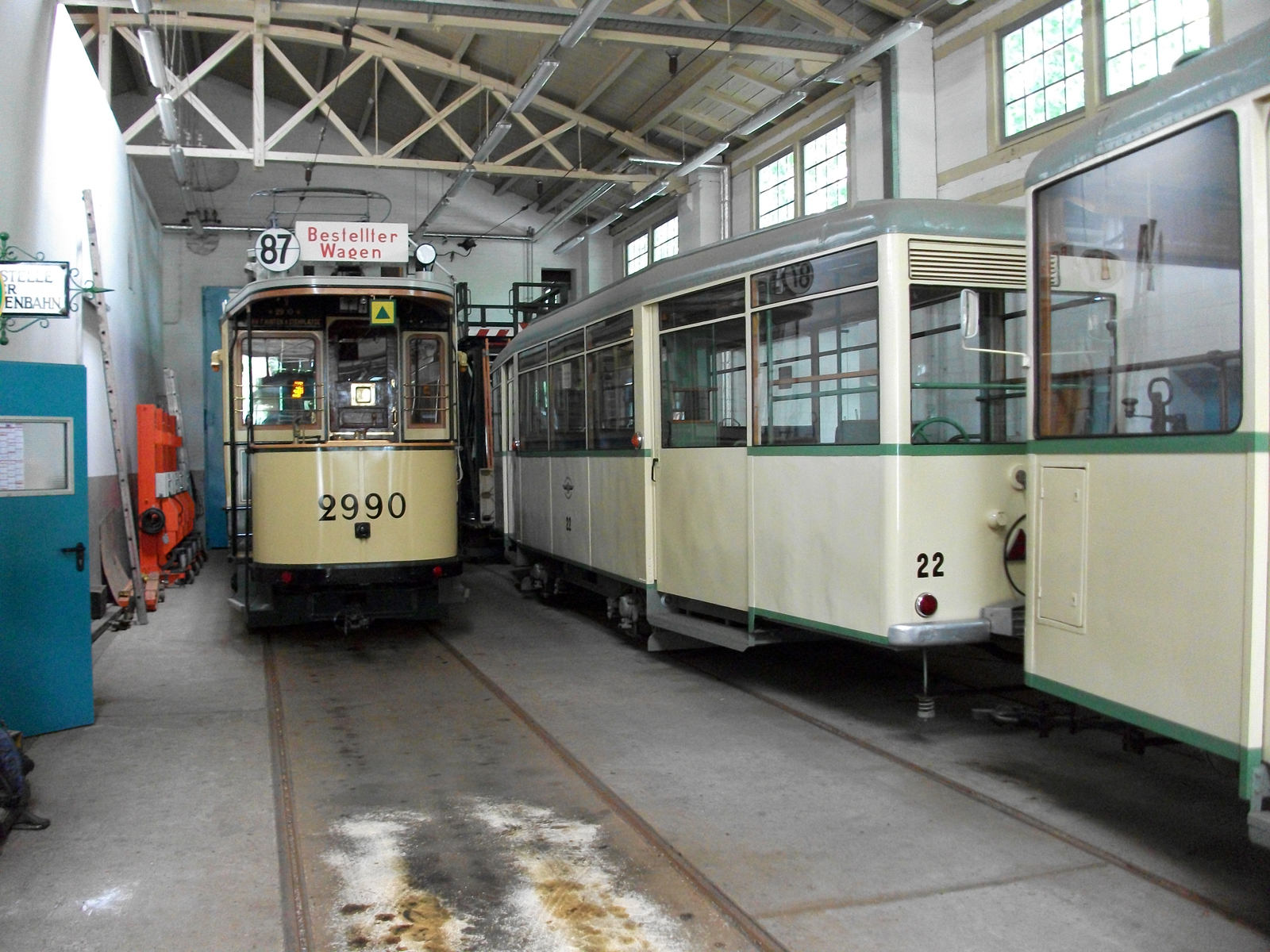
Triebwagen 2990 neben Beiwagen 22 im Betriebshof, 2012

In den Jahren 1944, 1973/74 sowie seit 2008 waren Berliner Maximumwagen leihweise in Woltersdorf unterwegs. Der erste Einsatz während des Zweiten Weltkrieges betraf den Maximumwagen 5282, der während der Probefahrten des KSW-Prototyps in Berlin als Ersatz nach Woltersdorf kam. Da ein Teil des Wagenparks durch eine in der Nähe des Betriebshofes explodierte Luftmine beschädigt worden war, benötigte die Woltersdorfer Straßenbahn den Wagen zur Aufrechterhaltung des Betriebs.
In Erinnerung an diesen Einsatz kam der in Woltersdorf aufgearbeitete Maximumwagen 5274, der 1973 als zweites historisches Berliner Fahrzeug aufgearbeitet worden war, anlässlich des 60-jährigen Betriebsjubiläums in Woltersdorf zum Einsatz. Im April 1974 erfolgte seine Umsetzung nach Berlin.
2005 kam die Idee auf, anlässlich des 95-jährigen Betriebsjubiläums einen weiteren Maximumtriebwagen einzusetzen. Die Wahl fiel auf den in seinen Lieferzustand zurückversetzten Wagen 2990. Der 1981 zunächst im betriebsfähigen Zustand befindliche Wagen konnte nach neuen Auflagen ab 1990 nur noch bei Ausstellungen präsentiert werden, so dass ab 2006 seine erneute Aufarbeitung nötig war. Nach 18 Monaten konnte der Wagen ab Anfang Mai 2008 im Fahrgastverkehr eingesetzt werden. Im November 2013 kehrte der Wagen nach Berlin zurück.

### Fahrzeugübersicht
Die folgende Tabelle listet alle Trieb- und Beiwagen auf, die bei der Woltersdorfer Straßenbahn zum Einsatz kamen. Mitenthalten sind die Jahre der Konstruktion, Übernahme und sofern vorhanden der Abstellung, Hersteller, Anzahl der Sitz- und Stehplätze sowie Anmerkungen zu Herkunft, Umnummerierungen oder ähnlichem. Zweit- oder Drittbelegungen einer Wagennummer sind durch entsprechende Indizes gekennzeichnet. Die Wagen sind nach der ersten vergebenen Nummer sortiert; sofern sie umgezeichnet wurden, sind diese Nummern in den benachbarten Spalten eingetragen. Das Kürzel o. Nr. verweist darauf, dass das Fahrzeug ohne Nummer im Einsatz war.
Die Tabelle listet zuerst die Triebwagen, dann die Beiwagen auf. Arbeitsfahrzeuge, historische Triebwagen und Gastfahrzeuge sind mit entsprechendem Hinweis in die jeweiligen Tabelle einsortiert. Derzeit vorhandene Fahrzeuge sind je nach Funktion zusätzlich farblich unterlegt und die gültige Wagennummer fett hervorgehoben. Wagen des Regelbetriebs sind grün, Arbeitswagen gelb und historische Fahrzeuge blau unterlegt.
| Wagennr. | Wagennr. | Wagennr. | Hersteller     | Baujahr | Übernahme | abgestellt | Sitz- plätze | Steh- plätze | Anmerkungen                                                                                             |
| 1.       | 2.       | 3.       | Hersteller     | Baujahr | Übernahme | abgestellt | Sitz- plätze | Steh- plätze | Anmerkungen                                                                                             |
| 1        | –        | –        | O&K/AEG        | 1913    | 1913      | 1965       | 18           | 37           | ca. 1969 verschrottet                                                                                   |
| 2        | –        | –        | O&K/AEG        | 1913    | 1913      | –          | 18           | 37           | 1967–1974 ATw, 1987/88 zum hist. Tw                                                                     |
| II2II    | 9        | –        | LOWA/LEW       | 1952    | 1974      |            | –            | –            | ATw, ex Berlin 721 032, 1984 in 9, 1996 nach Prora, seit 2011 in Privatbesitz                           |
| 3        | –        | –        | O&K/AEG        | 1913    | 1913      |            | 18           | 37           | 1950–1951 leihweise in Stahnsdorf, 1966 verschrottet                                                    |
| 4        | –        | –        | O&K/AEG        | 1913    | 1913      | 1967       | 18           | 37           | Wagenkasten als Schuppen nach Hennickendorf, ca. 1980 verschrottet                                      |
| 5        | –        | –        | C&U/AEG        | 1925    | 1925      |            | 20           | 32           | 1967 verschrottet                                                                                       |
| 6        | o. Nr.   | –        | MAN/SSW        | 1908    | 1941      | 1965       | 18           | 16           | ex Salzburg 2, 1956–1965 ATw (ohne Nr.), 1967 verschrottet                                              |
| 6II      | 10II     | –        | O&K/AEG        | 1926    | 1956      | 1971       | 24           | 35           | ex Berlin 4362, 1968 in 10II, 1980 nach Berlin als hist. Tw                                             |
| 7        | –        | –        | Uerdingen/AEG  | 1943    | 1944      | –          | 12           | 50           | 1944 leihweise in Berlin als 6221, 1996 als hist. Tw                                                    |
| 8        | –        | –        | Lindner/SSW    | 1907    | 1959      | 1967       | 18           | 35           | ex Potsdam 107II, 1965–1967 ATw, Wagenkasten an Kindergarten in Woltersdorf, ca. 1981 verschrottet      |
| 10       | 16       | –        | O&K/AEG        | 1913    | 1962      |            | 24           | 34           | ex Berlin 5644, 1964 in Betrieb, 1969 in 16, 1978 verschrottet                                          |
| 11       | 26       | –        | O&K/AEG        | 1913    | 1962      |            | 24           | 34           | ex Berlin 5617, 1965 in Betrieb, 1978 in 26, 1978 nach Berlin als hist. Tw 3208, später nach Prora      |
| 12       | –        | –        | O&K/AEG        | 1913    | 1962      |            | 24           | 34           | ex Berlin 5622, 1966 in Betrieb, 1978 verschrottet                                                      |
| 12II     | 28       | 30II     | Gotha/LEW      | 1960    | 1977      | –          | 22           | 60           | ex Schwerin 21III, 1978 in 28, 1987 in 30II                                                             |
| 13       | –        | –        | O&K/AEG        | 1913    | 1962      |            | 24           | 34           | ex Berlin 5611, 1966 in Betrieb, 1978 verschrottet                                                      |
| 13II     | 27       | –        | Gotha/LEW      | 1960    | 1977      | –          | 22           | 60           | ex Schwerin 22III, 1978 in 27                                                                           |
| 14       | 24       | –        | O&K/AEG        | 1913    | 1962      |            | 24           | 34           | ex Berlin 5632, 1967 in Betrieb, 1978 in 24, 1979 verschrottet                                          |
| 15       | 25       | –        | O&K/AEG        | 1913    | 1962      | 1978       | 24           | 34           | ex Berlin 5630, 1968 in Betrieb, 1978 in 25, 1987 nach Berlin als hist. Bw 47 (Aufarbeitung vorgesehen) |
| 19       | –        | –        | Raw/LEW        | 1965    | 1998      | –          | –            | –            | ATw, ex Berlin 4534                                                                                     |
| 29       | –        | –        | Gotha/LEW      | 1961    | 1977      | –          | 22           | 60           | ex Schwerin 24III                                                                                       |
| 30       | 28II     | –        | Gotha/LEW      | 1959    | 1978      | 2025       | 22           | 60           | ex Dessau 42, 1987 in 28II, 2025 nach Wehmingen                                                         |
| 31       | –        | –        | Gotha/LEW      | 1959    | 1986      | –          | 22           | 60           | ex Dresden 213 206                                                                                      |
| 33       | –        | –        | Gotha/LEW      | 1957    | 2008      | –          | 22           | 60           | ex Theater Junge Generation, 1997 ex Dresden 201 602                                                    |
| 38       | 32       | –        | Gotha/LEW      | 1960    | 1987      | –          | 22           | 60           | ex Dessau 44, 1987 in 32                                                                                |
| 39       | –        | –        | Raw/LEW        | 1969    | 1979      |            | 22           | 52           | ex Berlin 223 025, 1986 nach Strausberg 07                                                              |
| 41       | –        | –        | Modertrans     | 2024    | 2024      | –          | 22           | 54           | Neufahrzeug                                                                                             |
| 42       | –        | –        | Modertrans     | 2024    | 2024      | –          | 22           | 54           | Neufahrzeug                                                                                             |
| 43       | –        | –        | Modertrans     | 2024    | 2024      | –          | 22           | 54           | Neufahrzeug                                                                                             |
| 44       | –        | –        | Modertrans     | 2024    | 2025      | –          | 22           | 54           | Neufahrzeug (ausgelöste Optionsbestellung)                                                              |
| 218      | –        | –        | LHW/S&H        | 1913    | 2008      |            | 24           |              | ex Berlin 5403, 2013 zum hist. Tw                                                                       |
| 2990     | –        | –        | Herbrand/AEG   | 1910    | –         |            | 30           |              | hist. Tw, 2008–2013 leihweise aus Berlin                                                                |
| 5274     | –        | –        | Gotha/AEG      | 1912    | –         |            | 28           |              | hist. Tw, 1973/1974 leihweise aus Berlin                                                                |
| 5282     | –        | –        | GBS/AEG        | 1913    | –         |            | 30           | 41           | 1944 leihweise aus Berlin                                                                               |
| Wagennr. | Wagennr. | Wagennr. | Hersteller     | Baujahr | Übernahme | abgestellt | Sitz- plätze | Steh- plätze | Anmerkungen                                                                                             |
| 1.       | 2.       | 3.       | Hersteller     | Baujahr | Übernahme | abgestellt | Sitz- plätze | Steh- plätze | Anmerkungen                                                                                             |
| o. Nr.   | 17       | –        | O&K            | 1913    | 1913      |            | –            | –            | Turmlore, Nummer seit 1989                                                                              |
| o. Nr.   | 18       | –        |                | 1925    | 1925      |            | –            | –            | Kastenlore, Nummer seit 1989                                                                            |
| 20       | –        | –        |                |         | 2004      |            | –            | –            | Schneepflug und Schleiflore; ex Frankfurt (Oder), seit 2005 im Einsatz                                  |
| 21       | –        | –        | O&K            | 1913    | 1913      |            | 12           | 40           | 1966 verschrottet                                                                                       |
| 21II     | –        | –        | Uerdingen      | 1944    | 1968      | 1977       | 20           | 64           | ex Strausberg 17, 1981 verschrottet                                                                     |
| 21III    | 87       | –        | Raw Schöneweid | 1975    | 1977      | 1990       | 22           | 69           | ex Schwerin 63III, 1978 in 87, 1994 verschrottet                                                        |
| 22       | –        | –        | O&K            | 1913    | 1913      |            | 12           | 40           | 1967 verschrottet                                                                                       |
| 22II     | 82       | 22II     | Uerdingen      | 1944    | 1968      |            | 20           | 64           | ex Strausberg 19, 1978 in 82, 1993 als hist. Bw 22                                                      |
| 23       | –        | –        | O&K            | 1913    | 1913      |            | 12           | 40           | 1950–1951 leihweise nach Stahnsdorf, 1967 nach Neuenhagen an Kindergarten, 1982 verschrottet            |
| 23II     | 83       | –        | Uerdingen      | 1944    | 1968      |            | 20           | 64           | ex Magdeburg 231, 1978 in 83, 1979–1989 an WEA Woltersdorf als Lager, 1990 verschrottet                 |
| 24       | 26A      | 24       | O&K            | 1913    | 1913      | 1968       | 12           | 40           | 1968 in 26A, 1991 als hist. Bw 24                                                                       |
| 24II     | 84       | 85II     | Uerdingen      | 1944    | 1969      |            | 20           | 64           | ex Strausberg 18, 1978 in 84, 1978 in 85II, 1979–1989 an WEA Woltersdorf als Lager                      |
| 25       | –        | –        | O&K            | 1913    | 1913      |            | 12           | 40           | 1917/1918 leihweise in Spandau, 1968 verschrottet                                                       |
| 25II     | 85       | –        | Uerdingen      | 1944    | 1968      |            | 12           | 69           | ex Magdeburg 244, 1978 in 85, 1979–1989 an WEA Woltersdorf als Lager, 1992 verschrottet                 |
| 26       | 24A      | –        | O&K            | 1913    | 1913      | 1968       | 12           | 40           | 1917/1918 leihweise in Spandau, 1968 in 24A, 1972 verschrottet                                          |
| 26II     | –        | –        | Uerdingen      | 1944    | 1968      |            | 20           | 69           | ex Magdeburg 242, 1979 verschrottet                                                                     |
| 26III    | 88       | –        | Gotha          | 1961    | 1977      |            | 22           | 66           | ex Schwerin 67, 1978 in 88, 2008 nach Chemnitz als hist. Bw                                             |
| 89       | –        | –        | Gotha          | 1960    | 1977      |            | 22           | 66           | ex Schwerin 64II, 1978 in Betrieb                                                                       |
| 90       | –        | –        | Gotha          | 1960    | 1977      |            | 22           | 66           | ex Schwerin 65II, 1978 in Betrieb                                                                       |
| 91       | –        | –        | LOWA           | 1950    | 1978      |            | 22           | 47           | ex Dessau 106III, nach wenigen Wochen nach Berlin, dort hist. Bw 1707                                   |
| 92       | –        | –        | Gotha          | 1961    | 1977      |            | 22           | 66           | ex Schwerin 66, 1979 in Betrieb, 2006 verschrottet                                                      |